# Lerchensporne
Die Lerchensporne (Corydalis, von altgriechisch κορυδαλλός ‚Haubenlerche‘) bilden eine Pflanzengattung in der Unterfamilie der Erdrauchgewächse (Fumarioideae) innerhalb der Familie der Mohngewächse (Papaveraceae). Die 300 bis 500 Arten gedeihen in den Gemäßigten Gebieten der Nordhalbkugel (Nordamerika, Eurasien, Nordafrika) und einige Arten kommen in Südafrika vor.

## Beschreibung

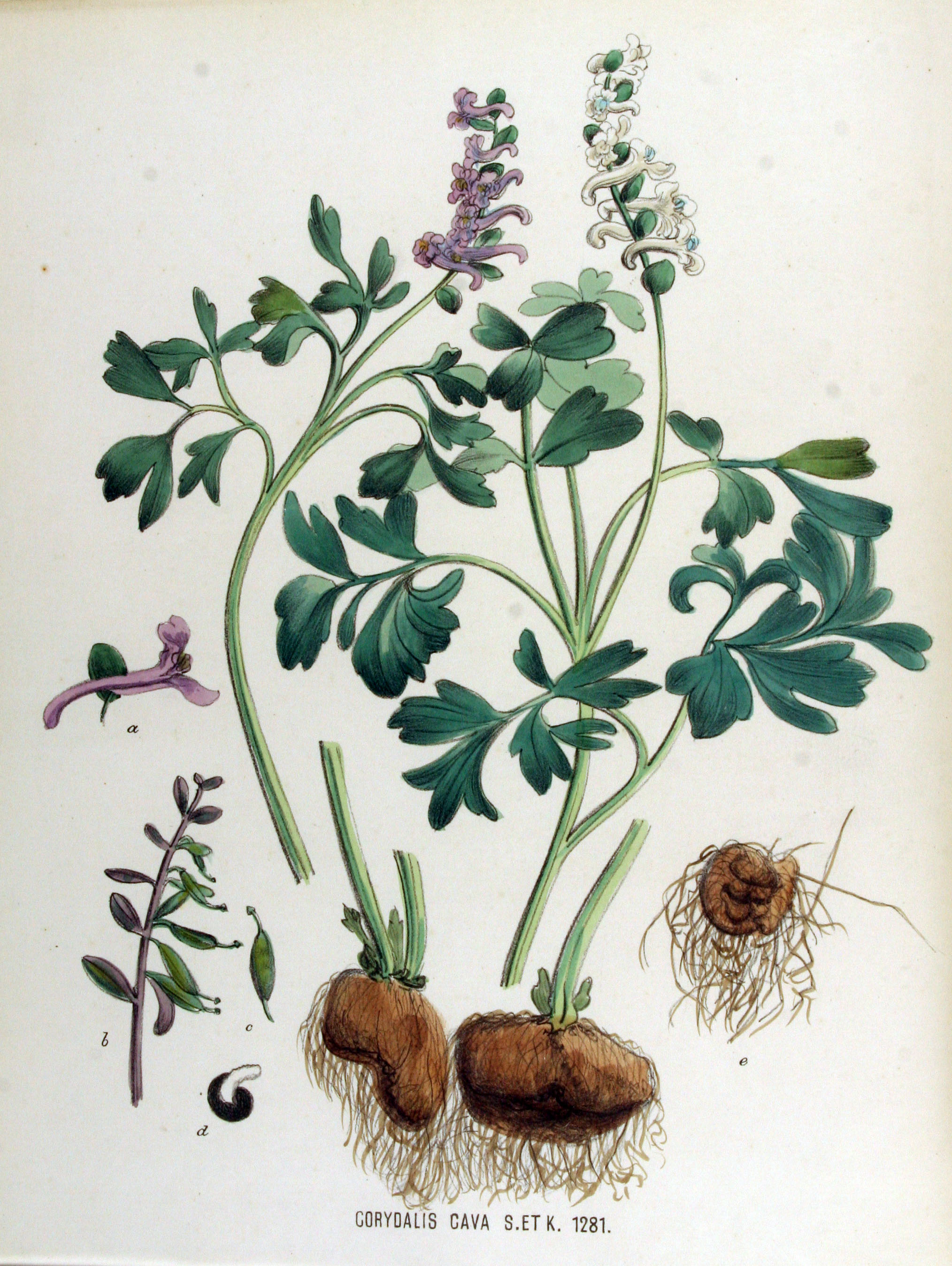
Illustration des Hohlen Lerchensporns (Corydalis cava) aus Flora Batava, Band 17

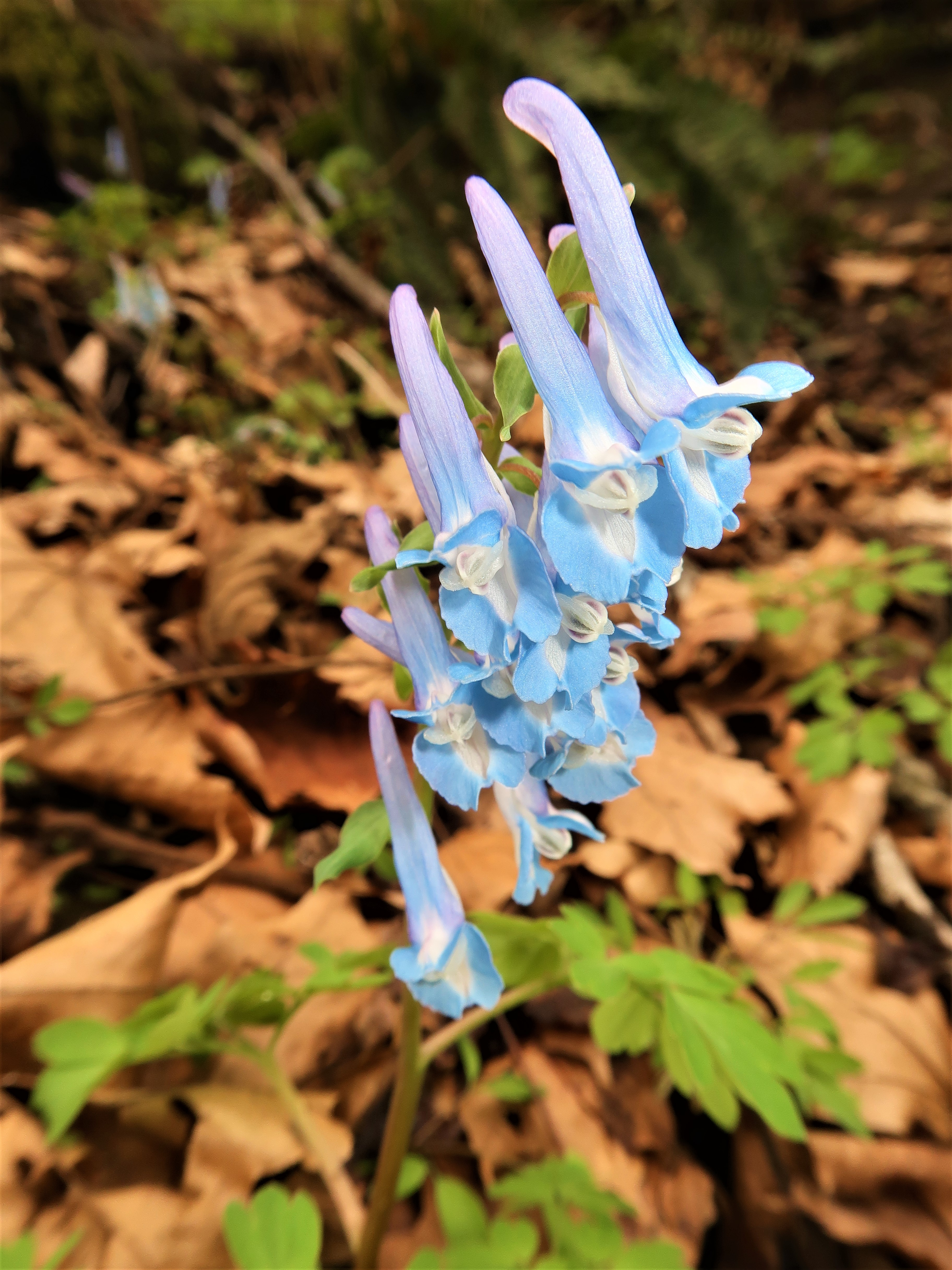
Blütenstand von Corydalis fukuharae mit zymorphen Blüten, gut zu erkennen ist der Blütensporn

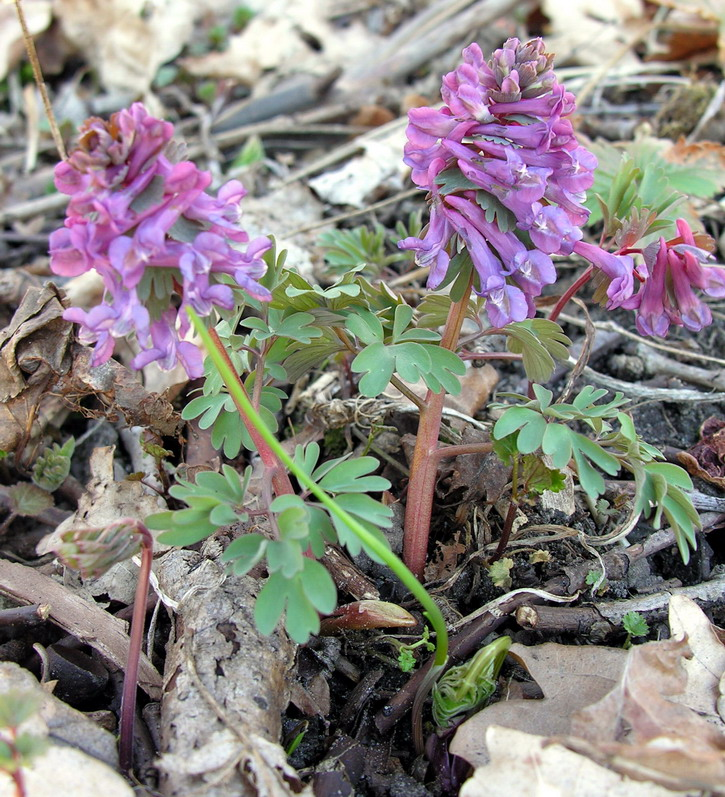
Habitus, Laubblätter und Blütenstände des Gefingerten Lerchensporns (Corydalis solida)

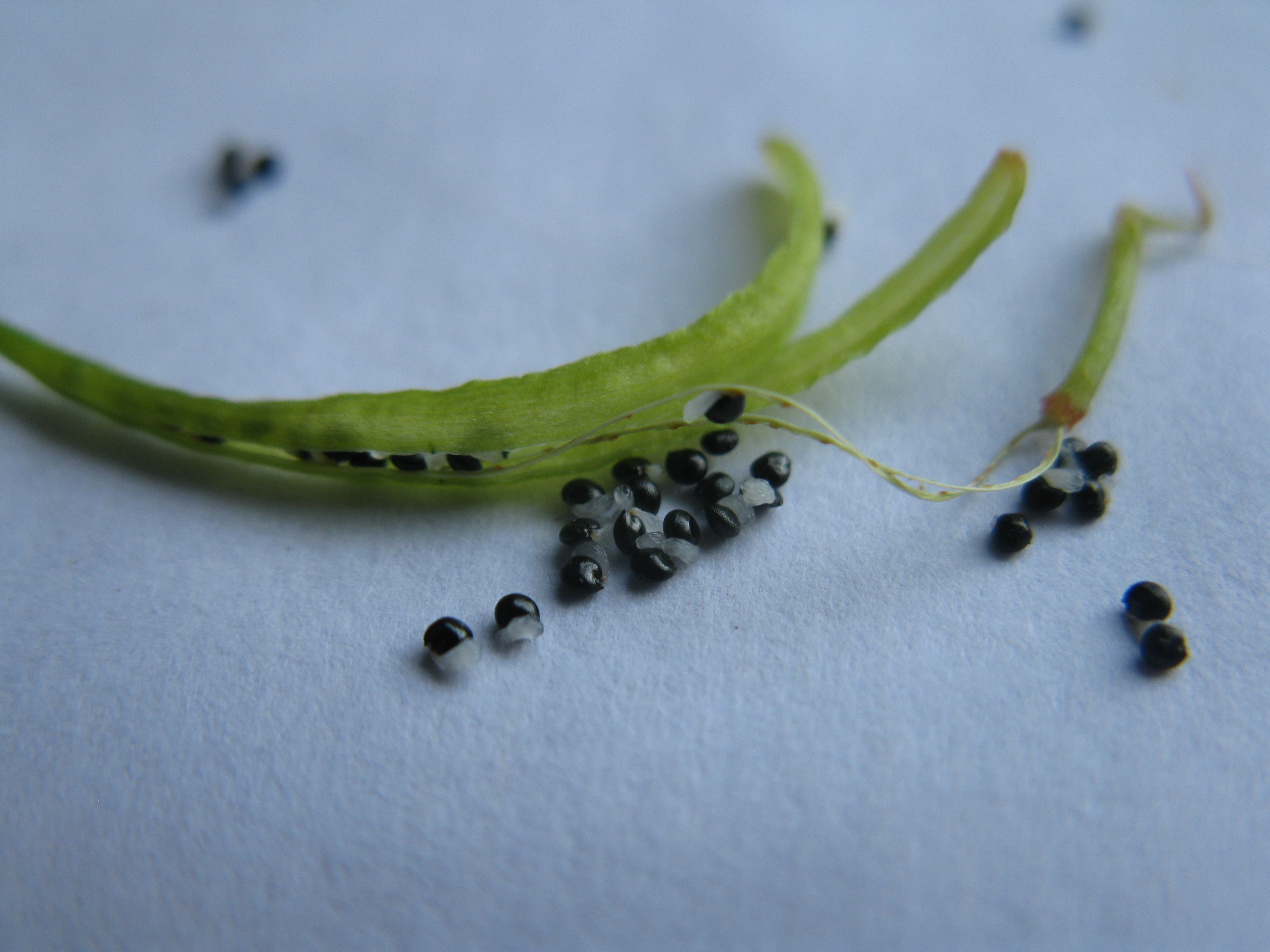
Frucht und Samen des Farnblättrigen Lerchensporns (Corydalis cheilanthifolia)

### Erscheinungsbild und Blätter
Corydalis-Arten sind ein- bis mehrjährige oder ausdauernde krautige Pflanzen. Es werden Pfahlwurzeln, Knollen oder Rhizome als Überdauerungsorgane gebildet. Die einfachen oder verzweigten Stängel sind aufrecht oder kriechend.
Die Laubblätter sind meist zusammengesetzt, aber auch einfach. Wenn die Laubblätter zusammengesetzt sind, sind sie zwei- bis sechsfach gefiedert oder gelappt.

### Blütenstände und Blüten
Die Blüten stehen in end- oder achselständigen, rispigen oder traubigen Blütenständen zusammen.
Die zwittrigen Blüten sind zygomorph. Die zwei kleinen Kelchblätter fallen bei manchen Arten früh ab. Die vier in zwei Kreisen stehenden Kronblätter sind frei oder an ihrer Basis verwachsen; die zwei inneren sind auch noch an ihrer Spitze miteinander verwachsen. Das obere Kronblatt bildet an seiner Basis einen Sporn. Dieser Sporn, der den Lerchensporn-Arten eine gewisse Ähnlichkeit mit der Haubenlerche (Galerida cristata) verschafft, führte zum deutschen Trivialnamen „Lerchensporn“ (der Hinterzehennagel (Hinterkralle) der Feldlerche wird ebenfalls als Lerchensporn bezeichnet). Es sind sechs Staubblätter vorhanden. Der Griffel endet in einer zweiteiligen Narbe.

### Früchte und Samen
Die Frucht ist im Gegensatz zu Fumaria (einsamige Nuss) eine zweifächerige Schote, die einige bis viele Samen enthält. Die meist schwarz glänzenden Samen besitzen meist ein Elaiosom.
Manche Corydalis-Arten (Arten mit einer Knolle, wie zum Beispiel Corydalis cava) besitzen nur ein Keimblatt. Die anderen Arten besitzen, wie bei den Zweikeimblättrigen üblich, zwei Keimblätter.

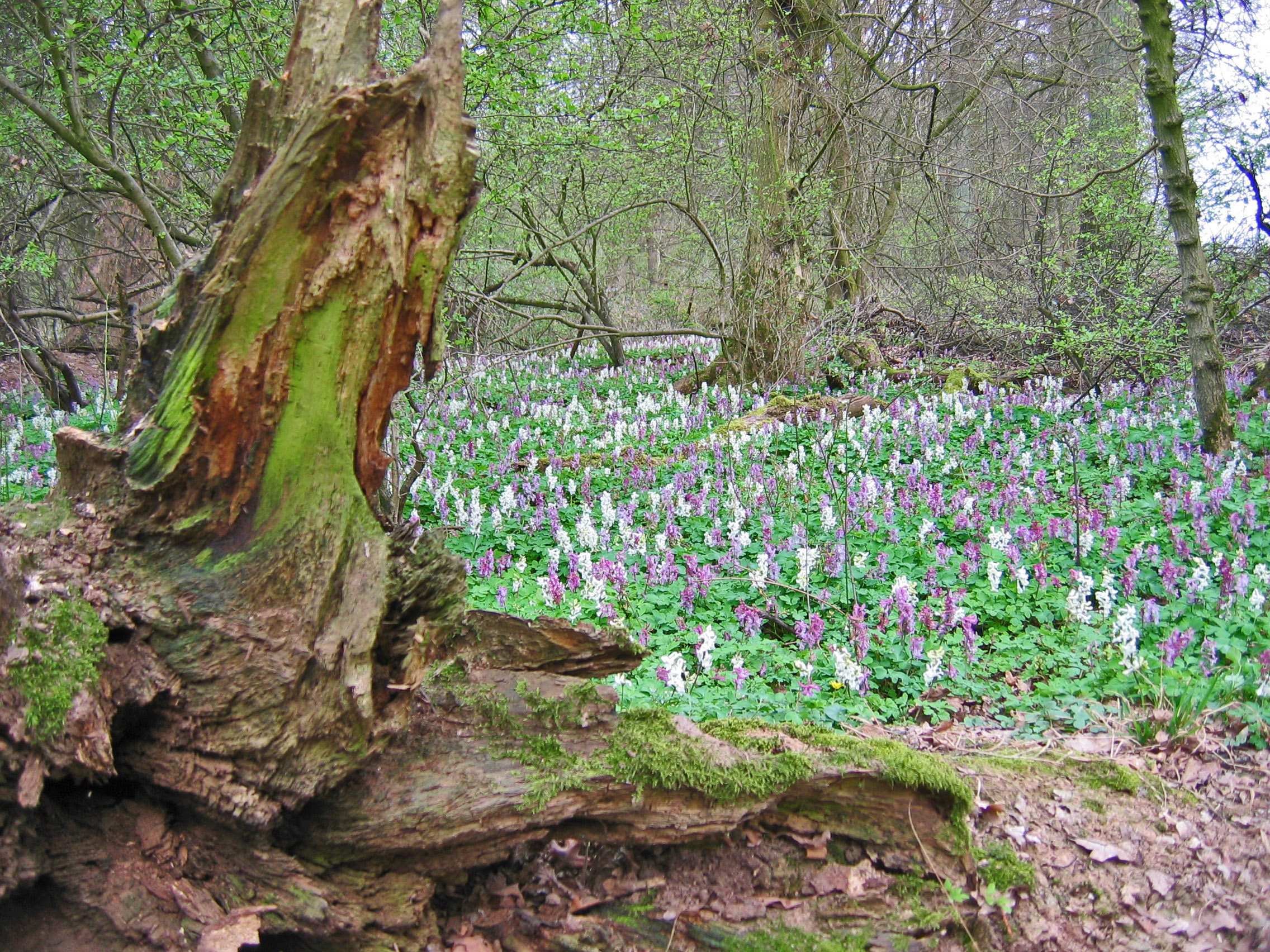
Massenbestand des Hohlen Lerchensporns (Corydalis cava)

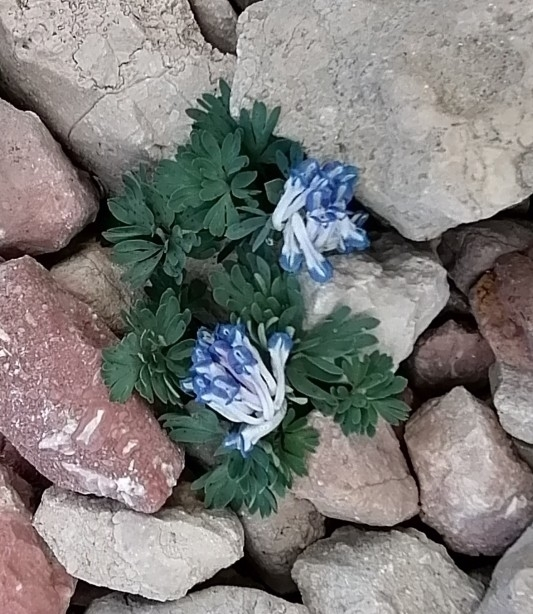
Corydalis alpestris

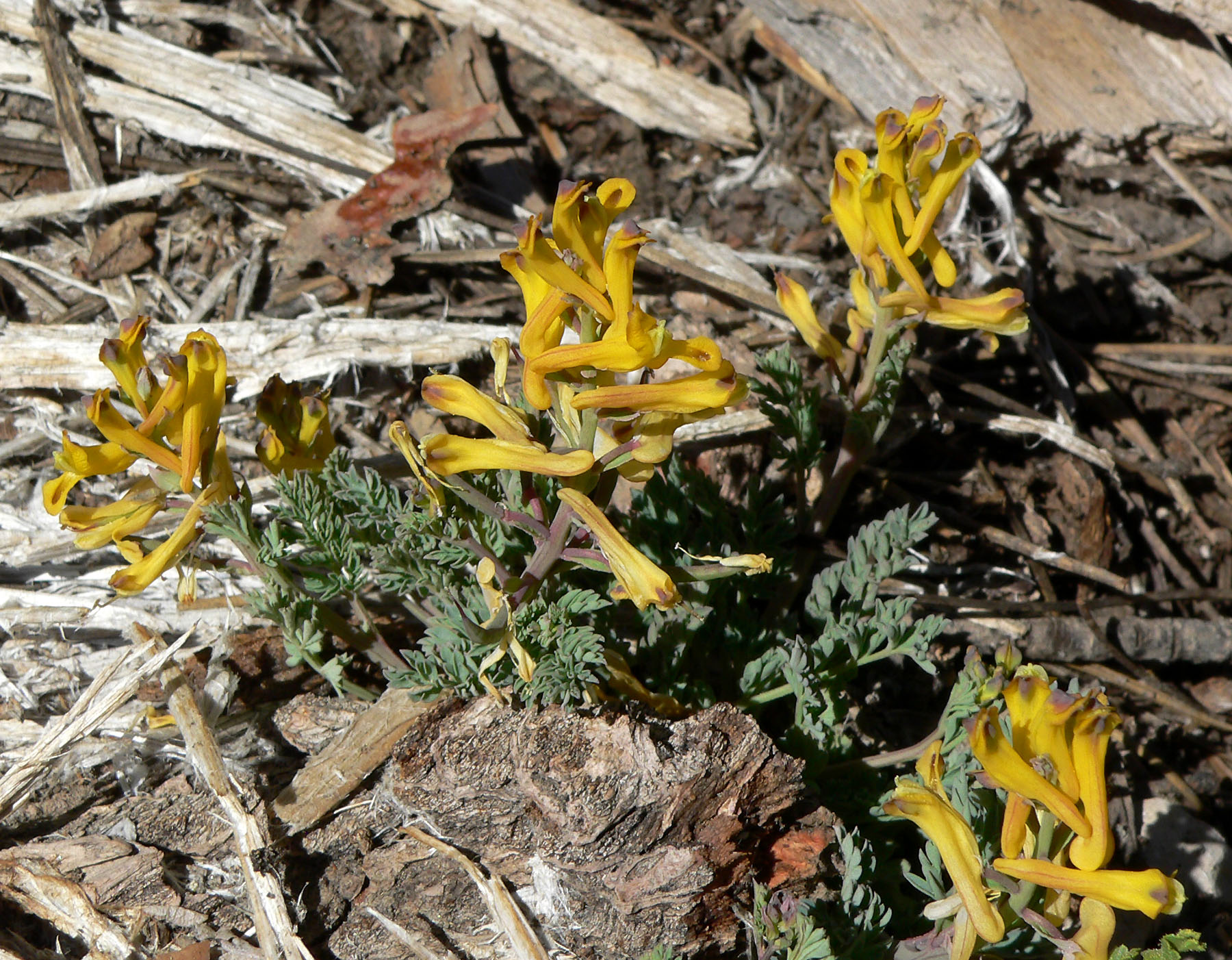
Goldener Lerchensporn (Corydalis aurea)

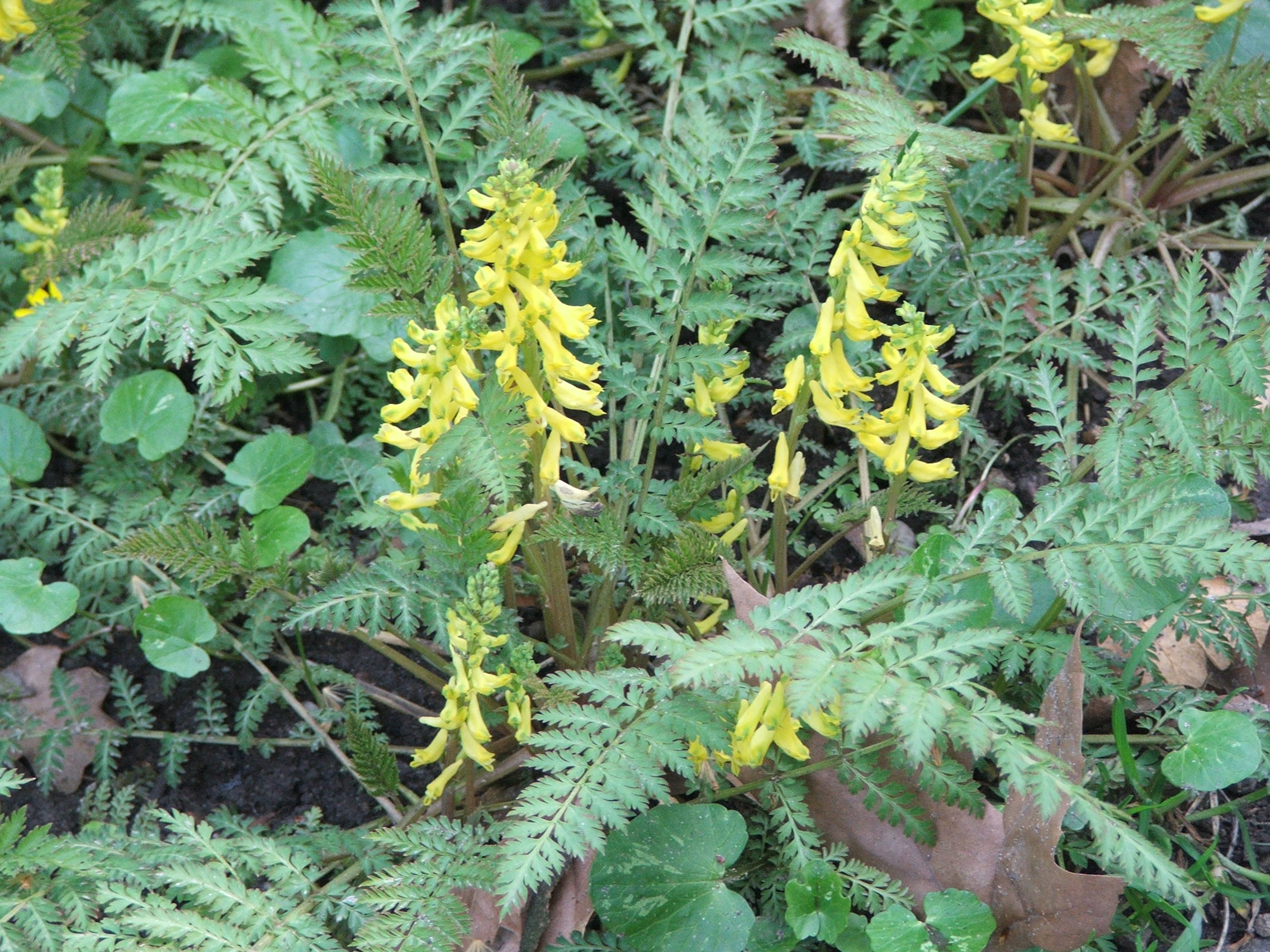
Farnblättriger Lerchensporn (Corydalis cheilanthifolia)

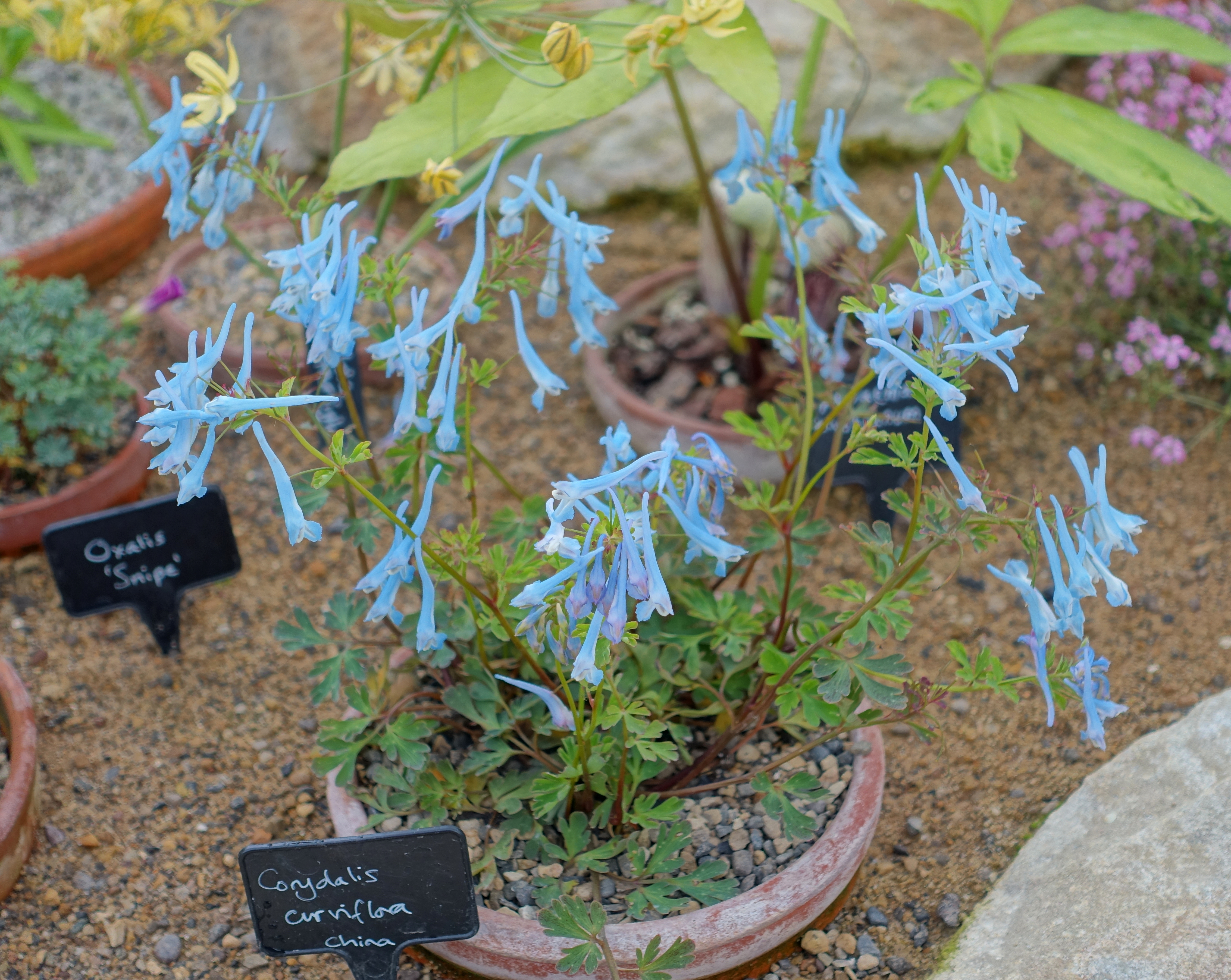
Habitus, Laubblätter und Blütenstände von Corydalis curviflora

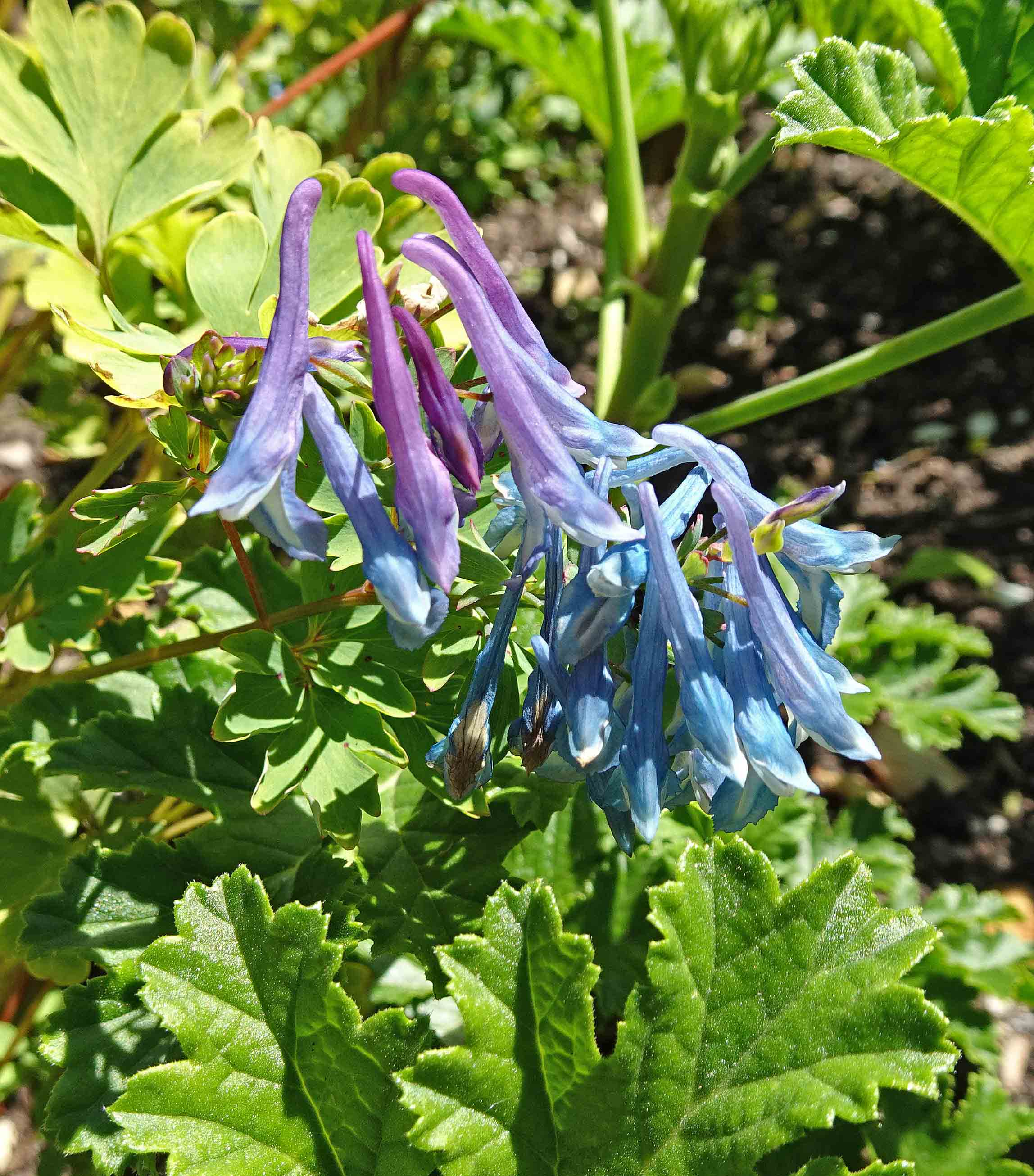
Blütenstand von Corydalis elata

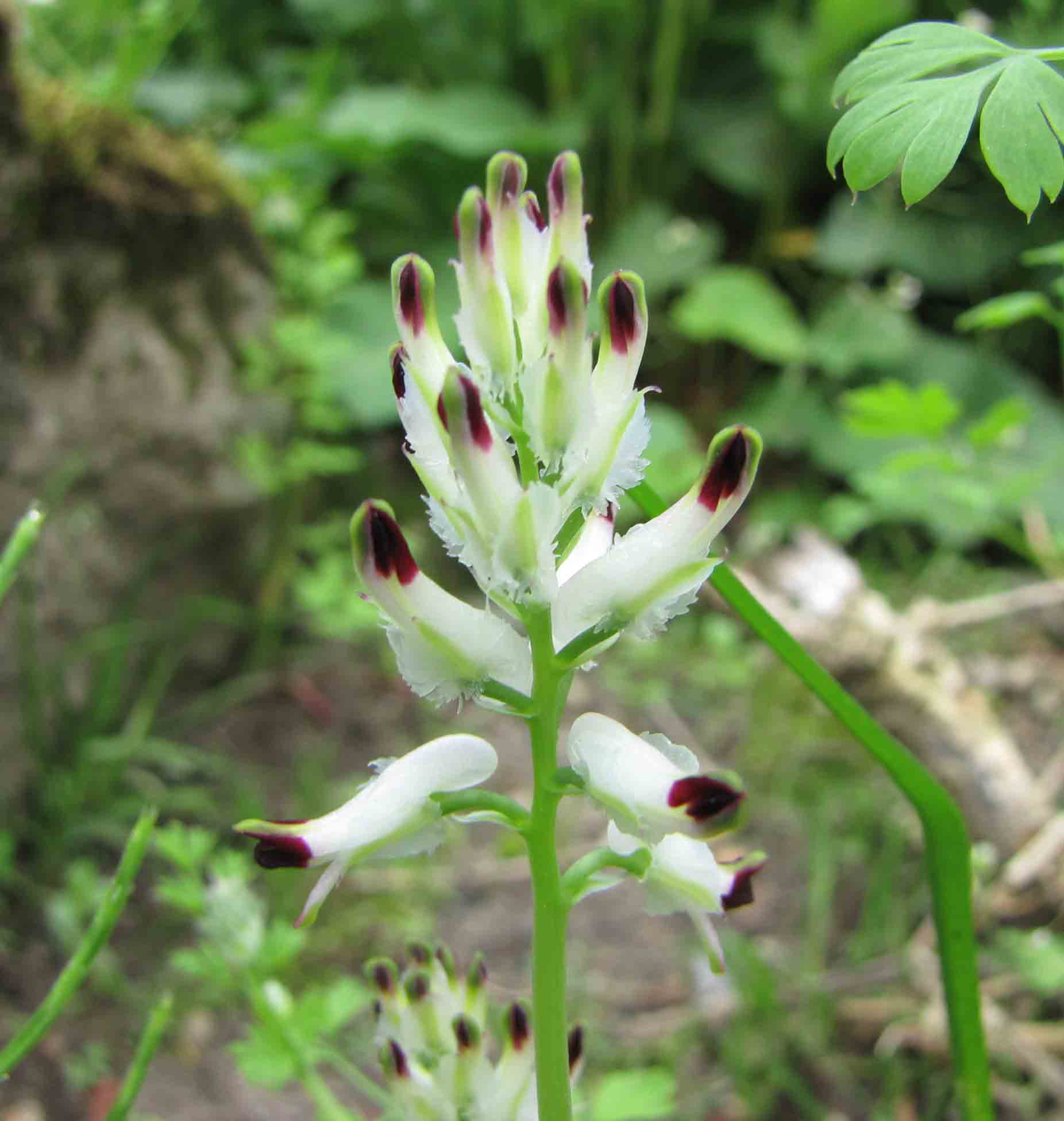
Blütenstand von Corydalis erdelii

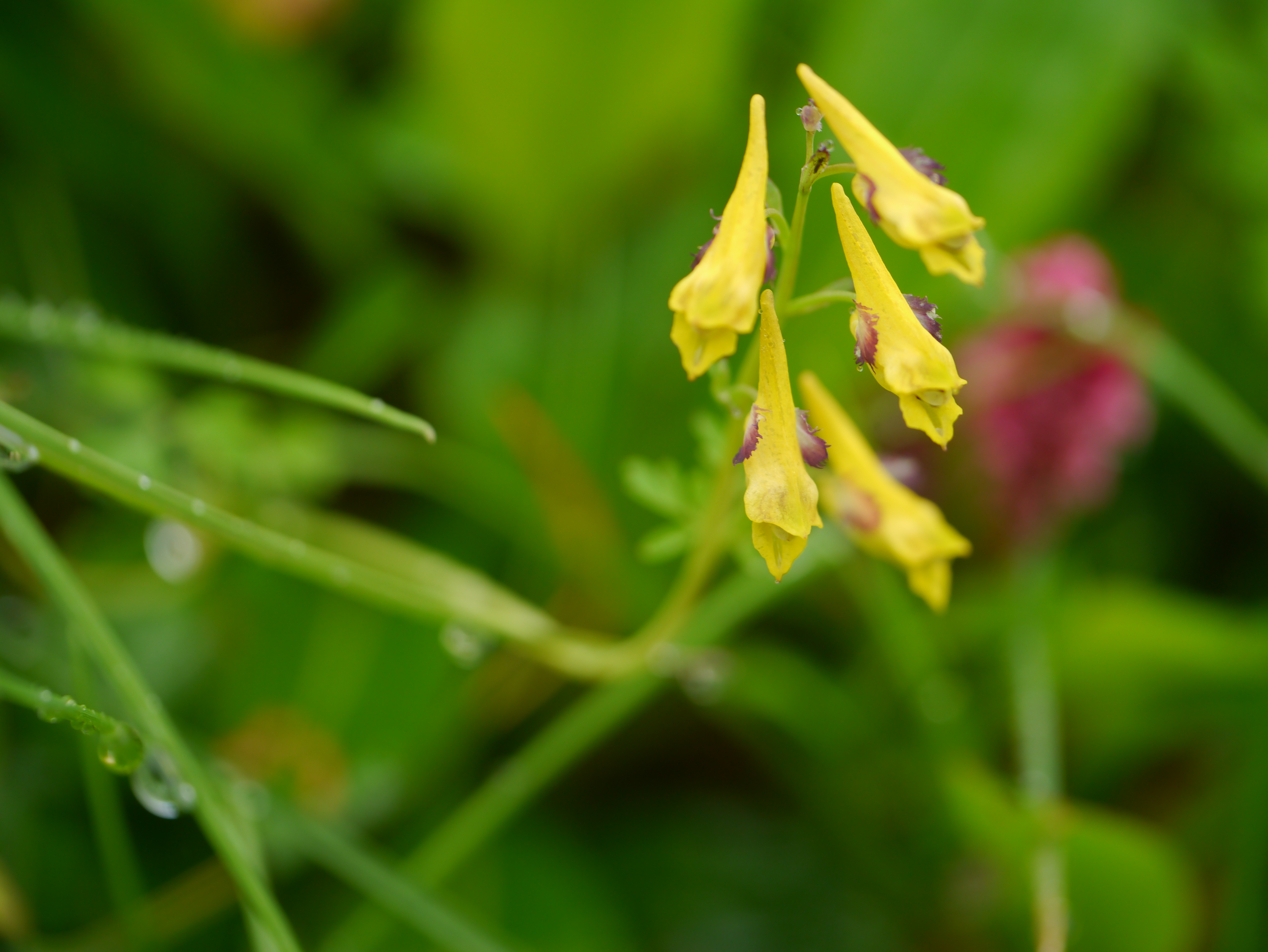
Blütenstand von Corydalis filiformis

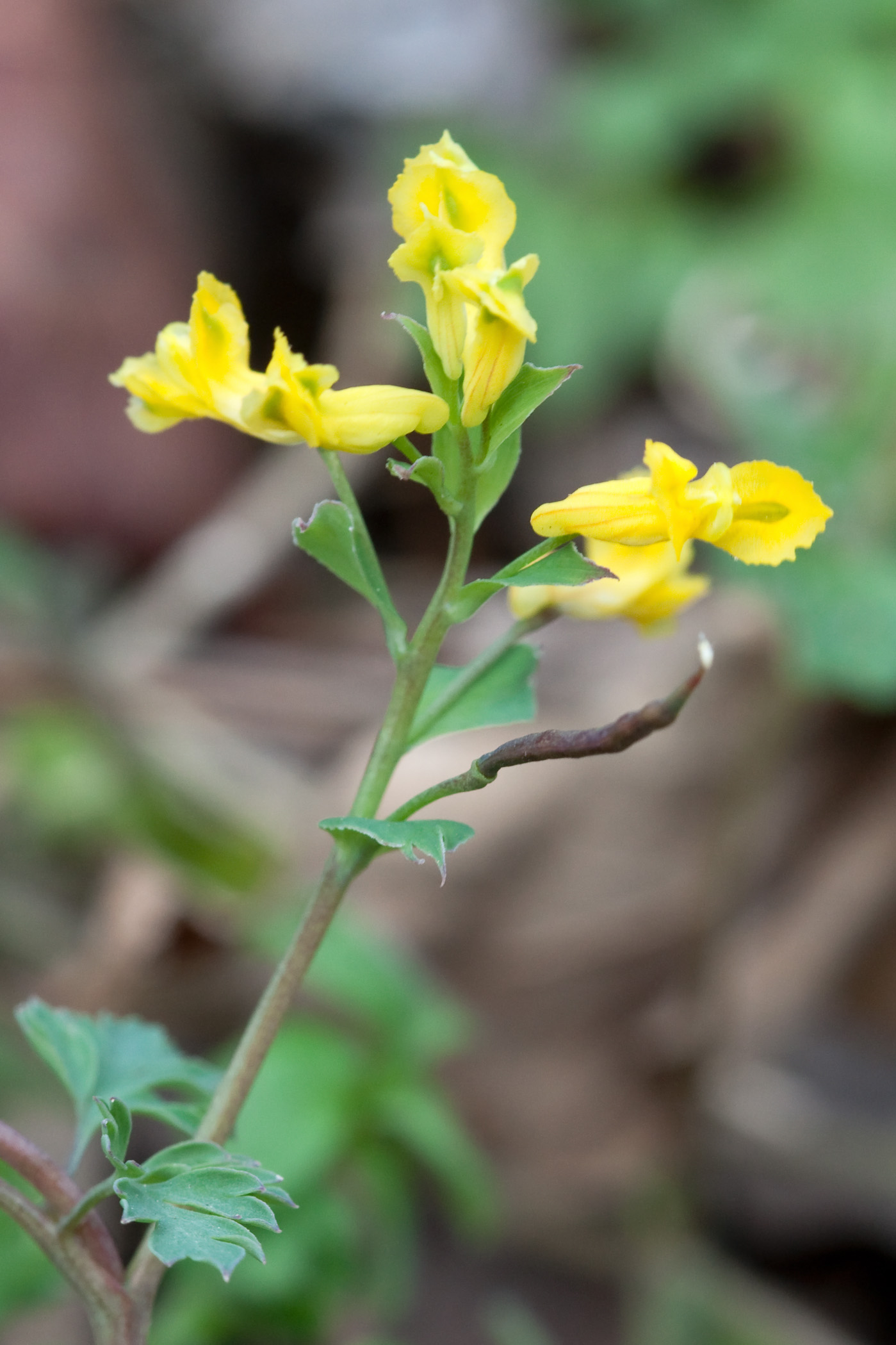
Corydalis flavula

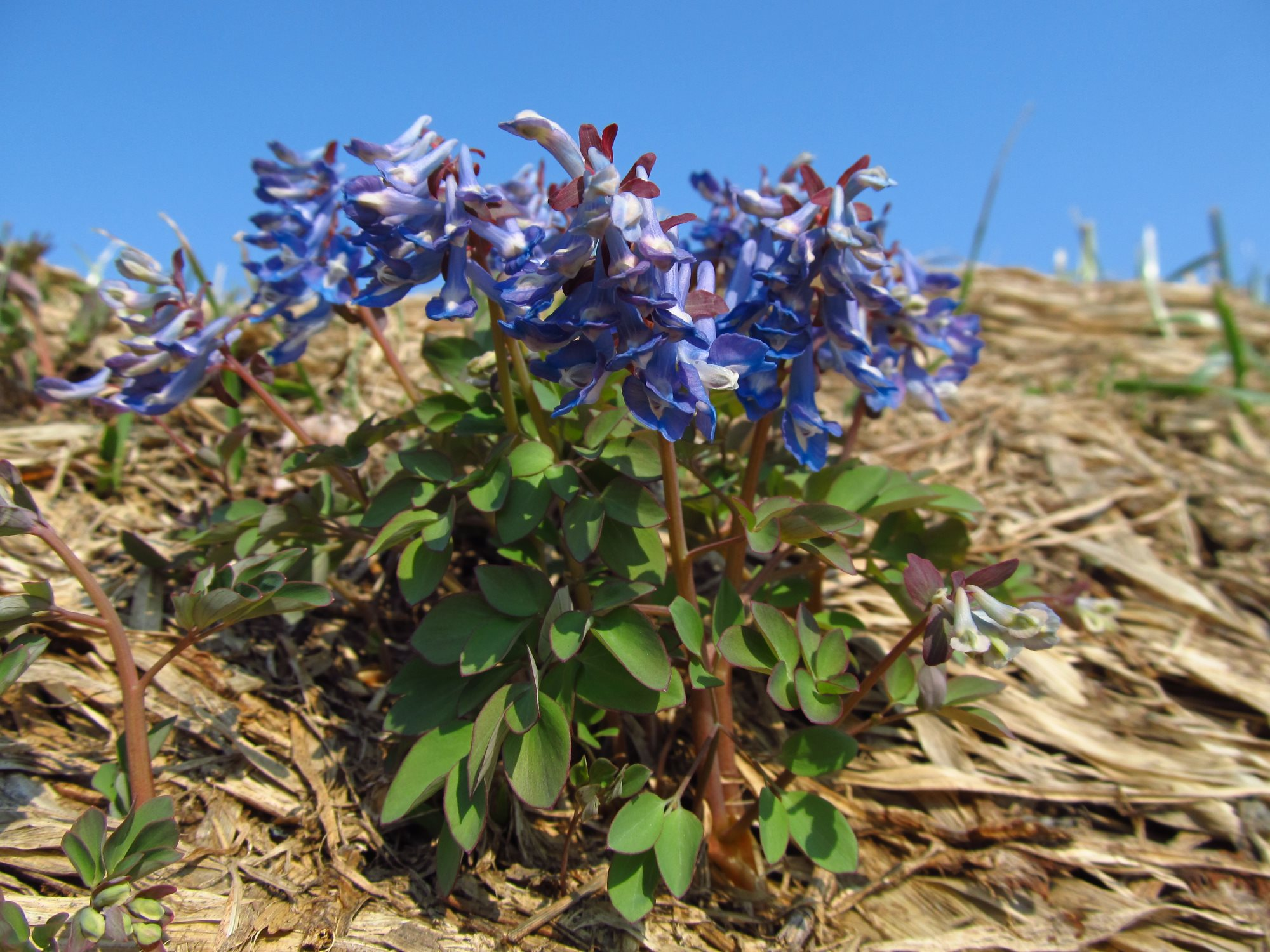
Corydalis fumariifolia var. azurea

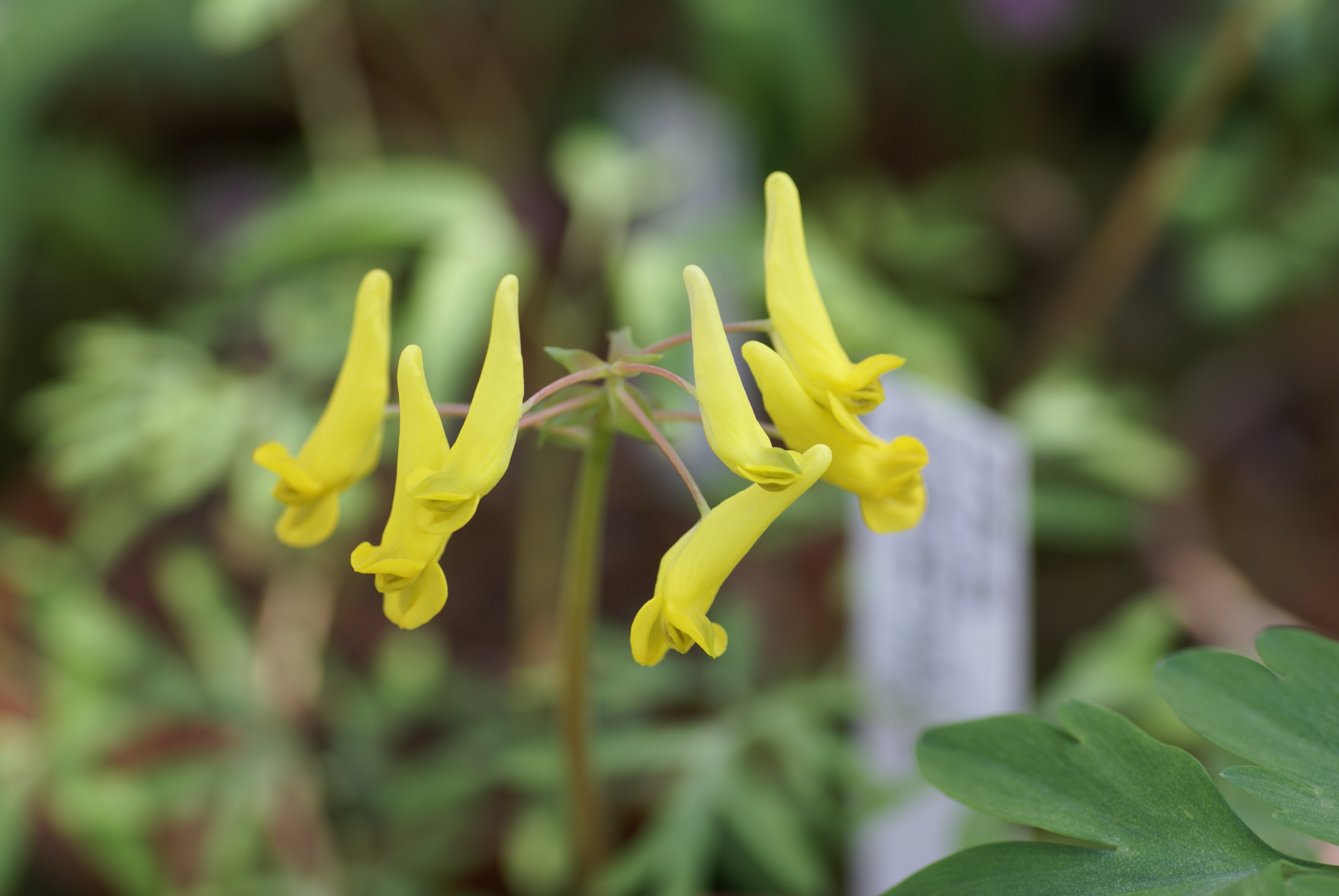
Blütenstand von Corydalis gorinensis

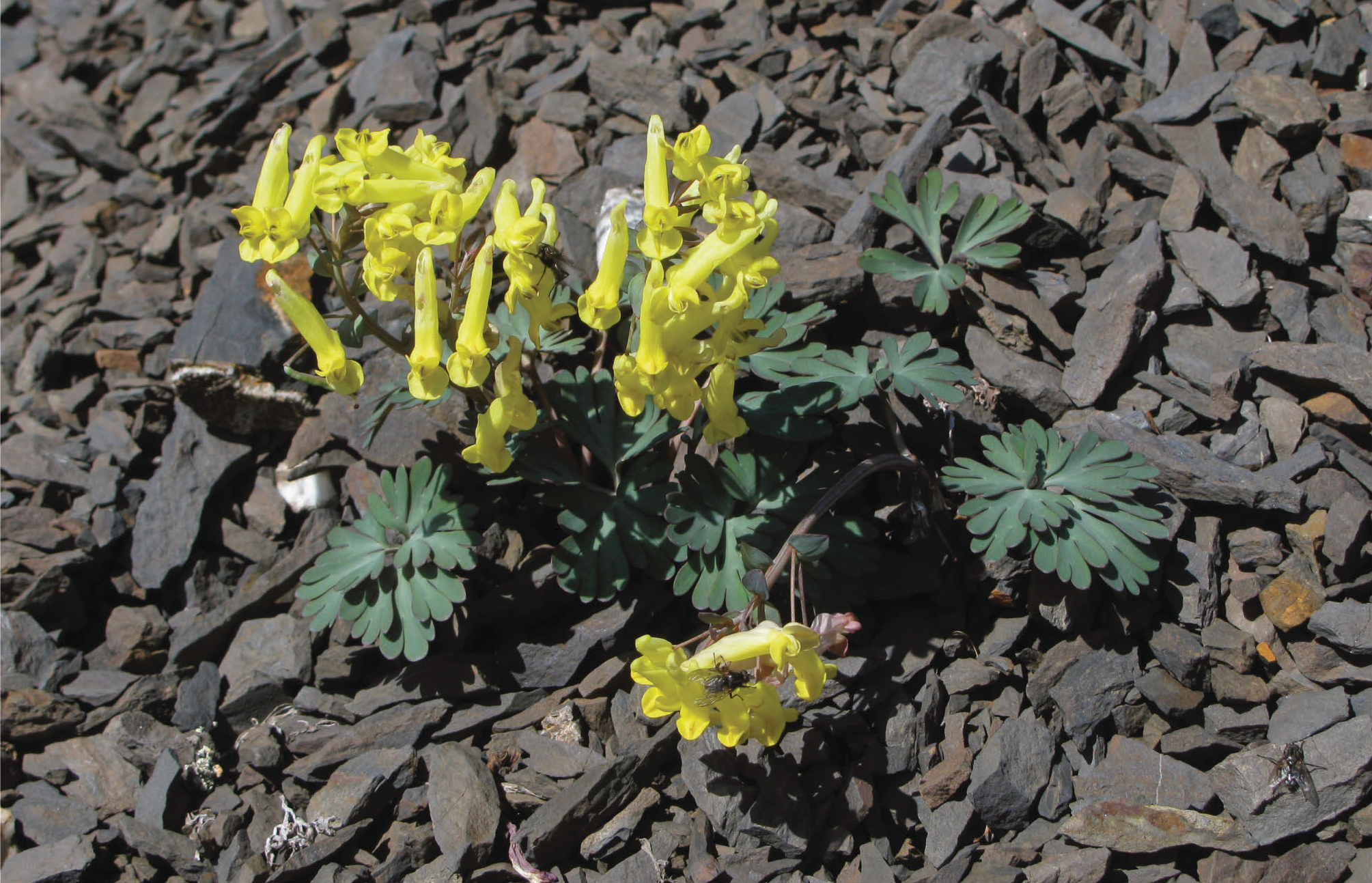
Habitus, Laubblätter und Blüten von Corydalis gorodkovii

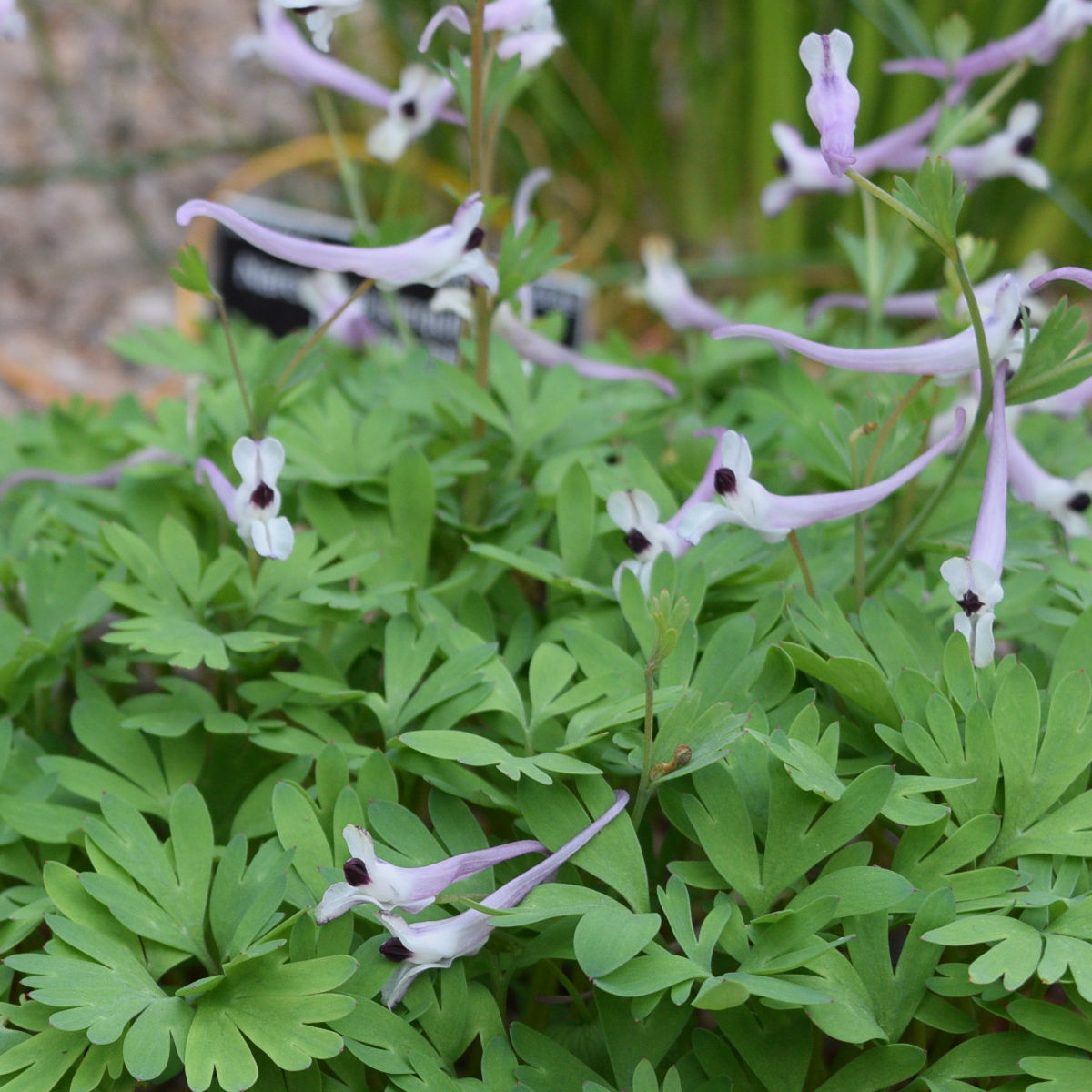
Corydalis henrikii

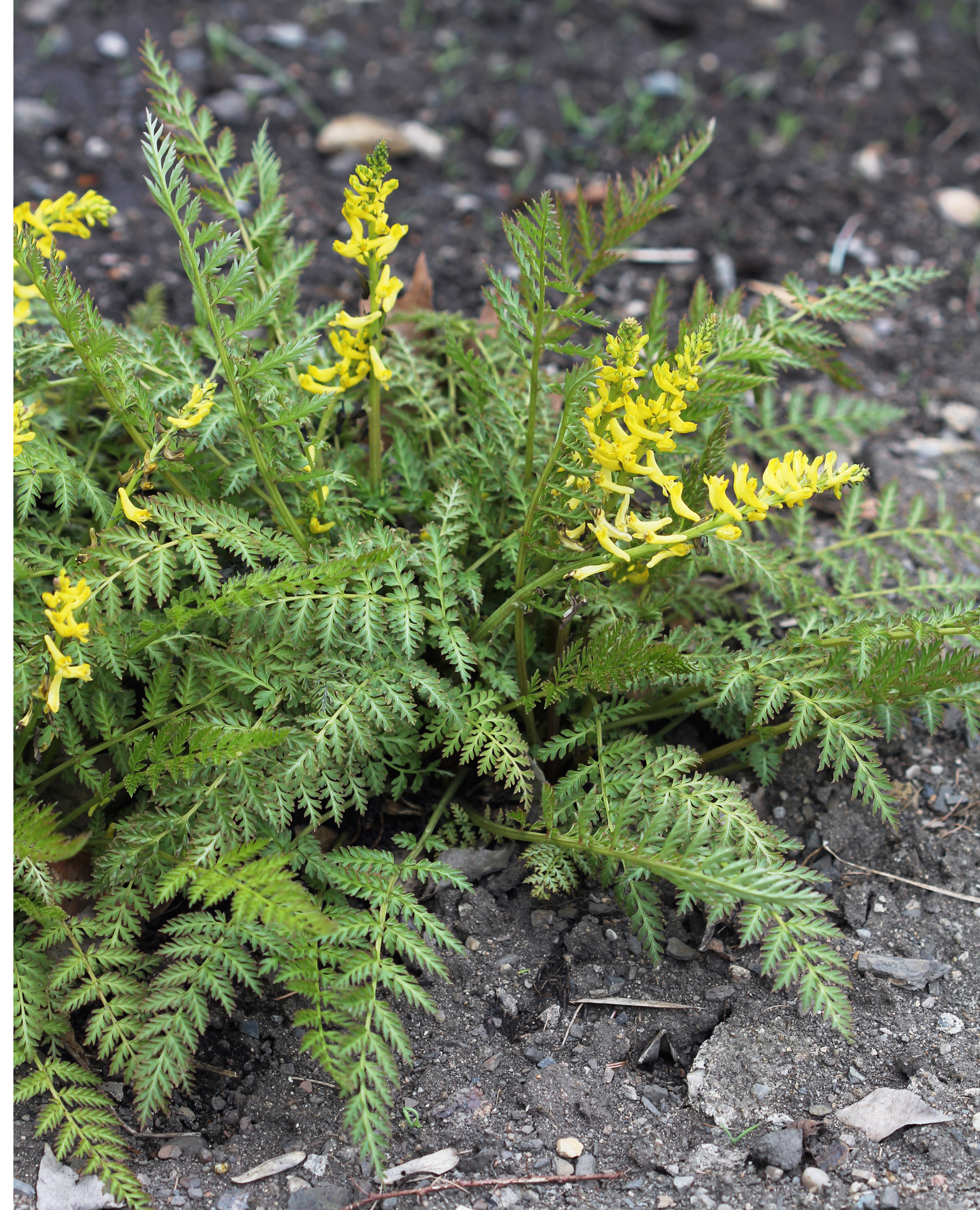
Corydalis heterocarpa

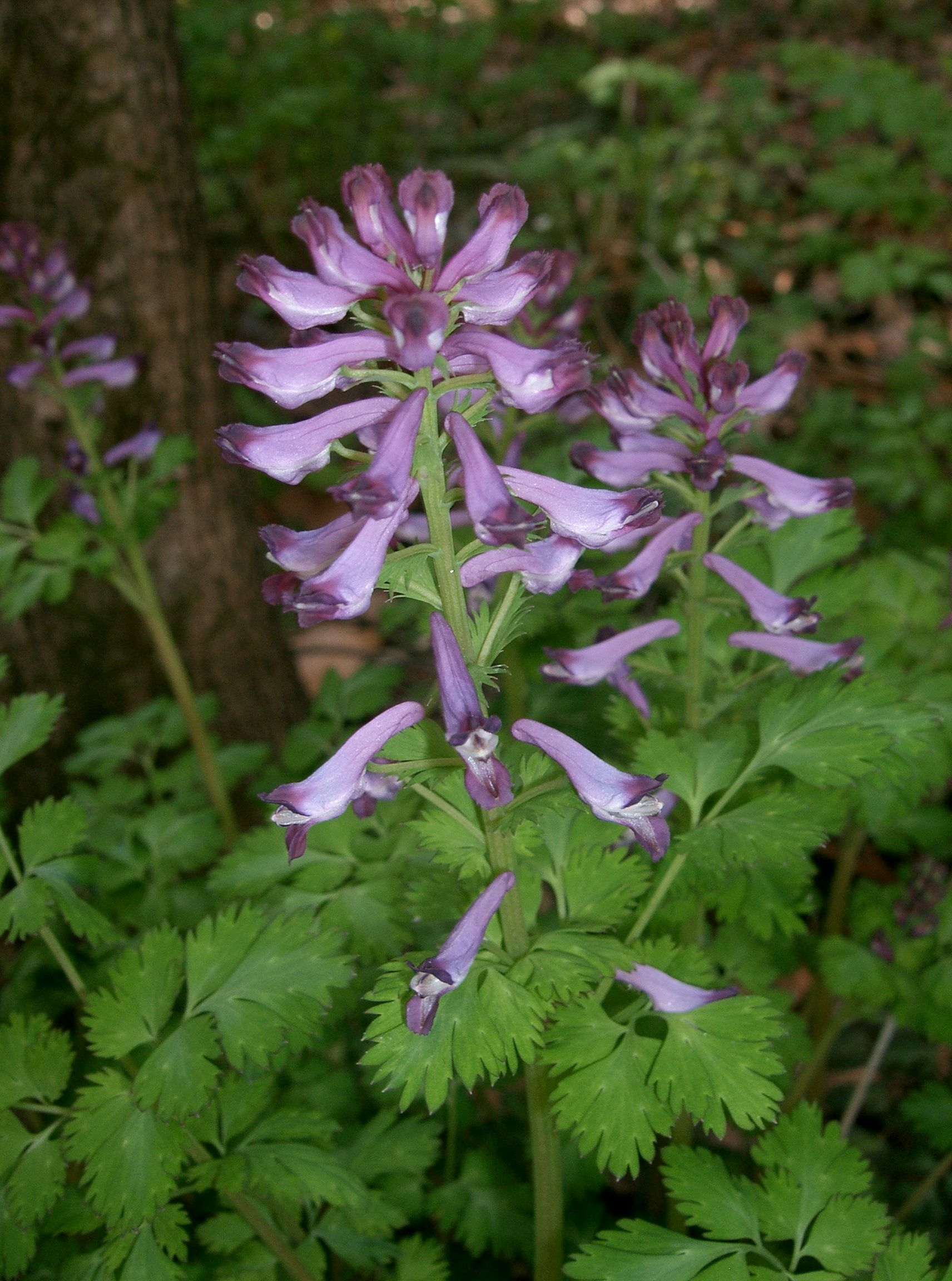
Corydalis incisa

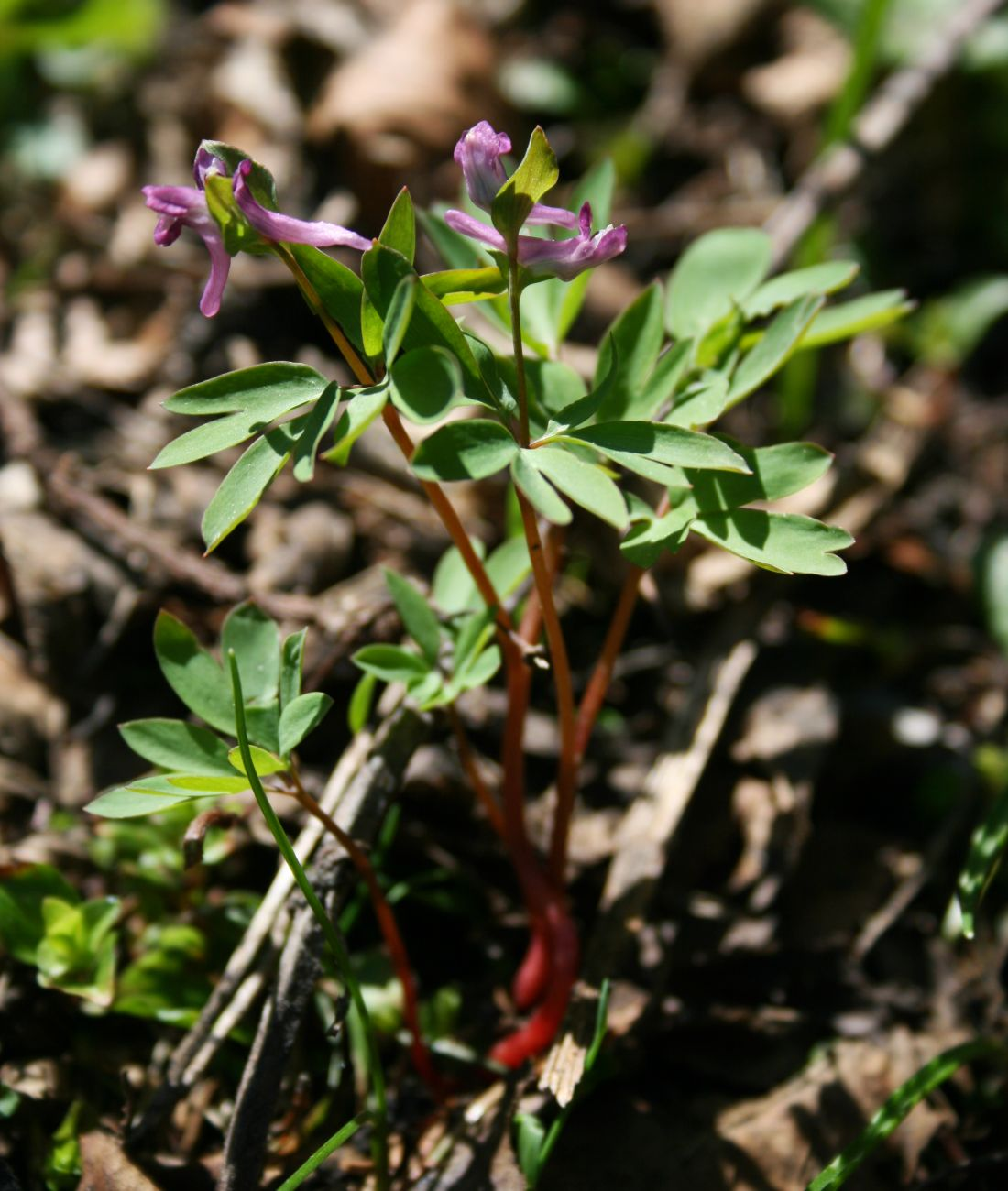
Mittlerer Lerchensporn (Corydalis intermedia)

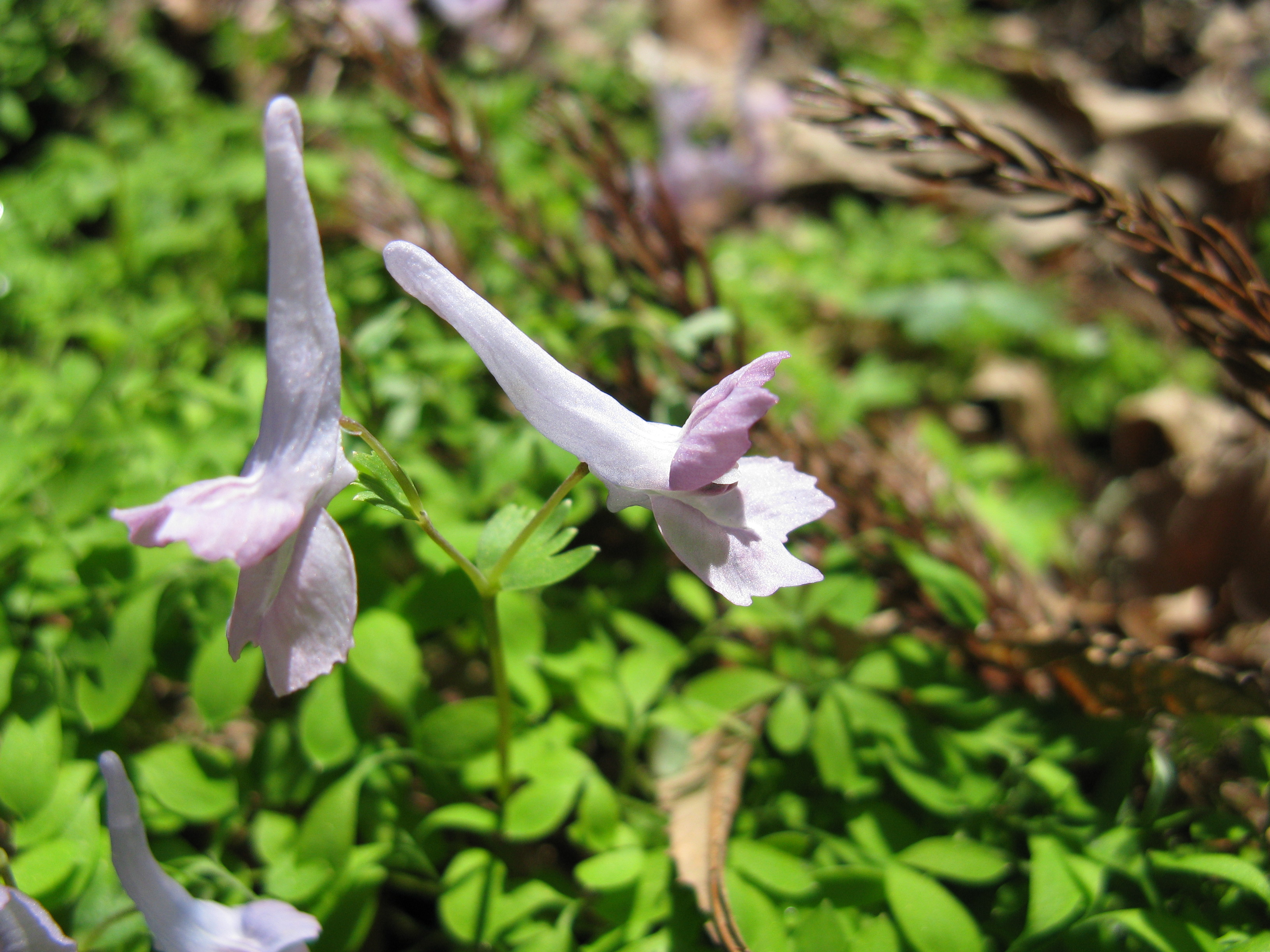
Corydalis lineariloba

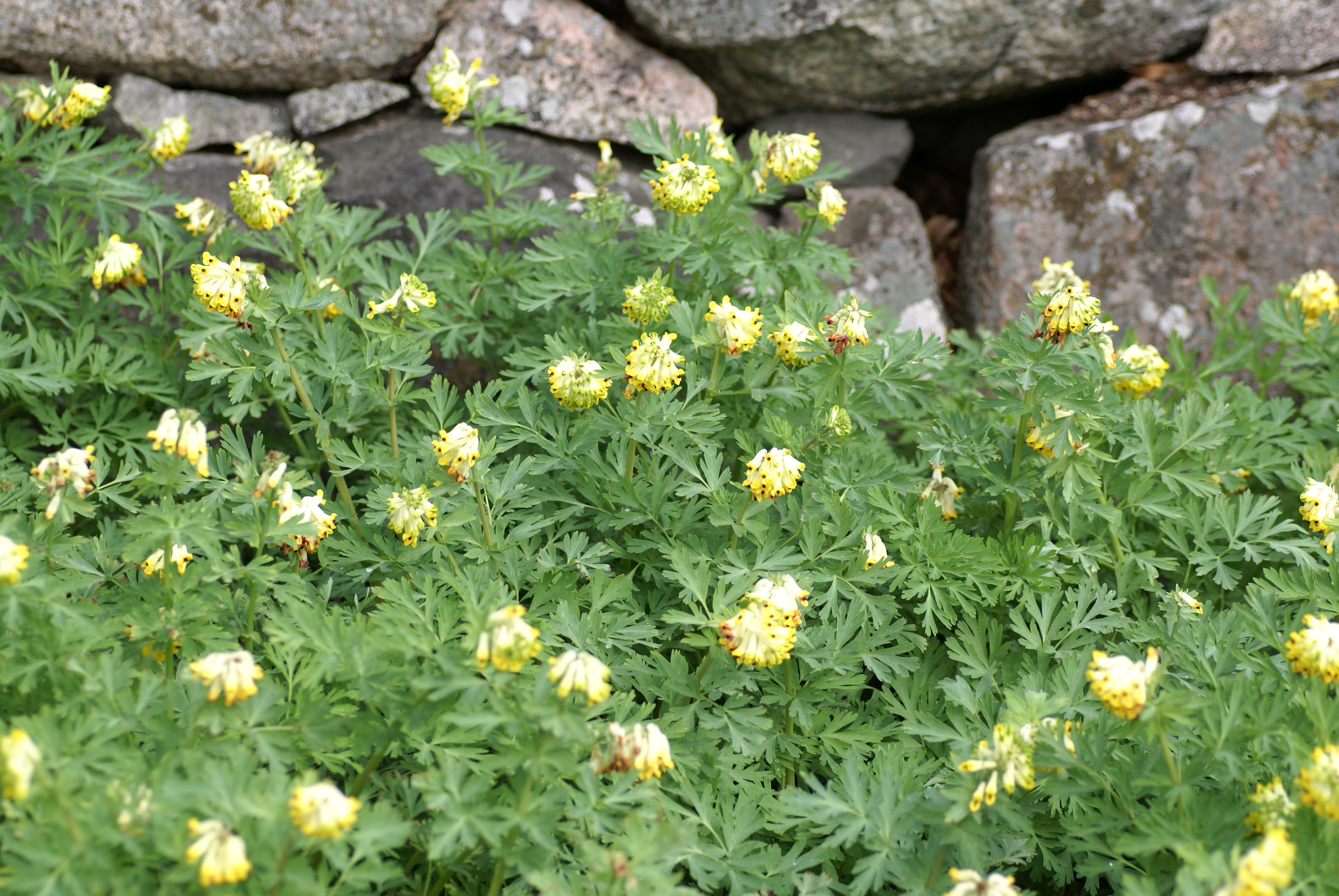
Edler Lerchensporn (Corydalis nobilis)

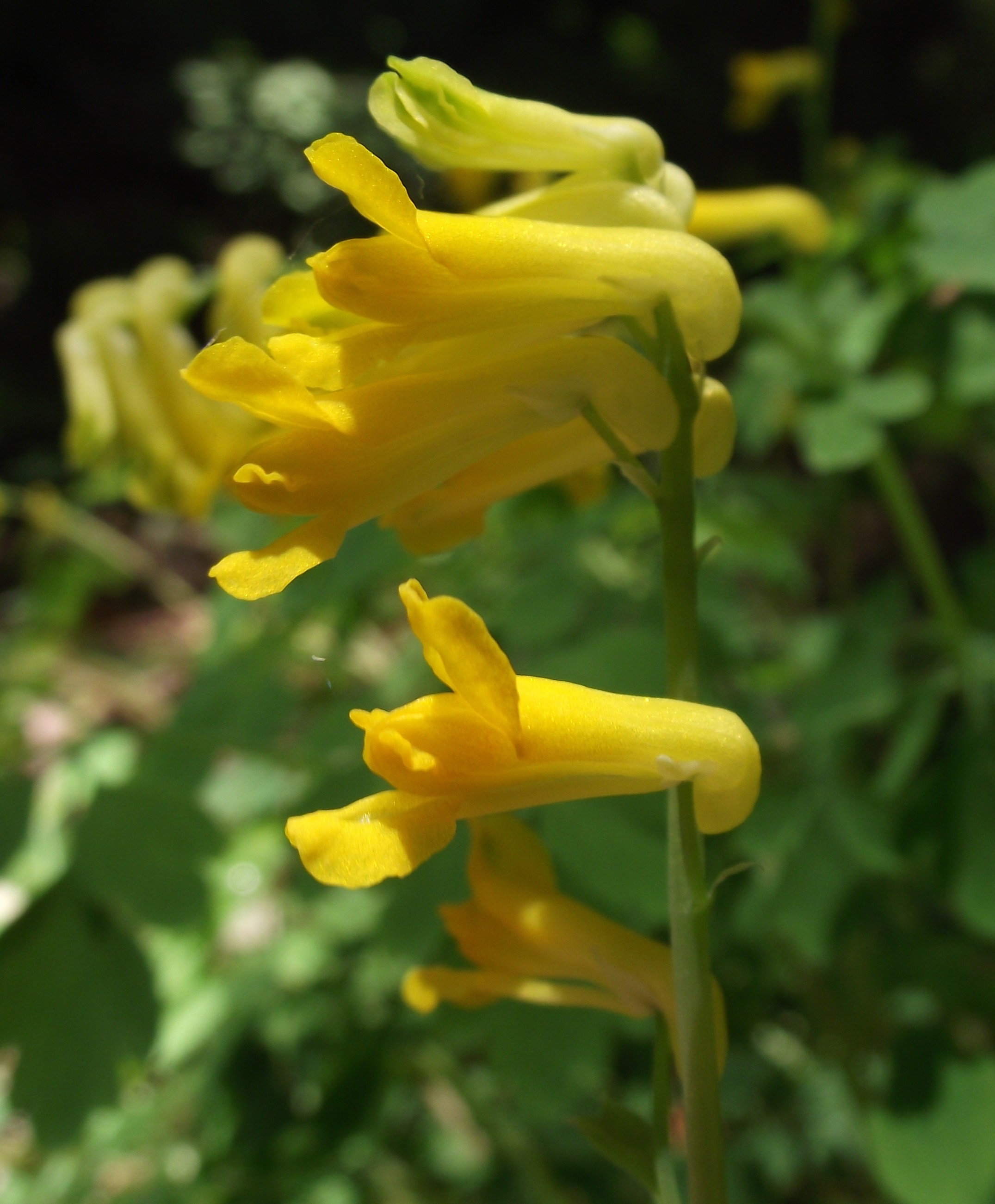
Corydalis ophiocarpa

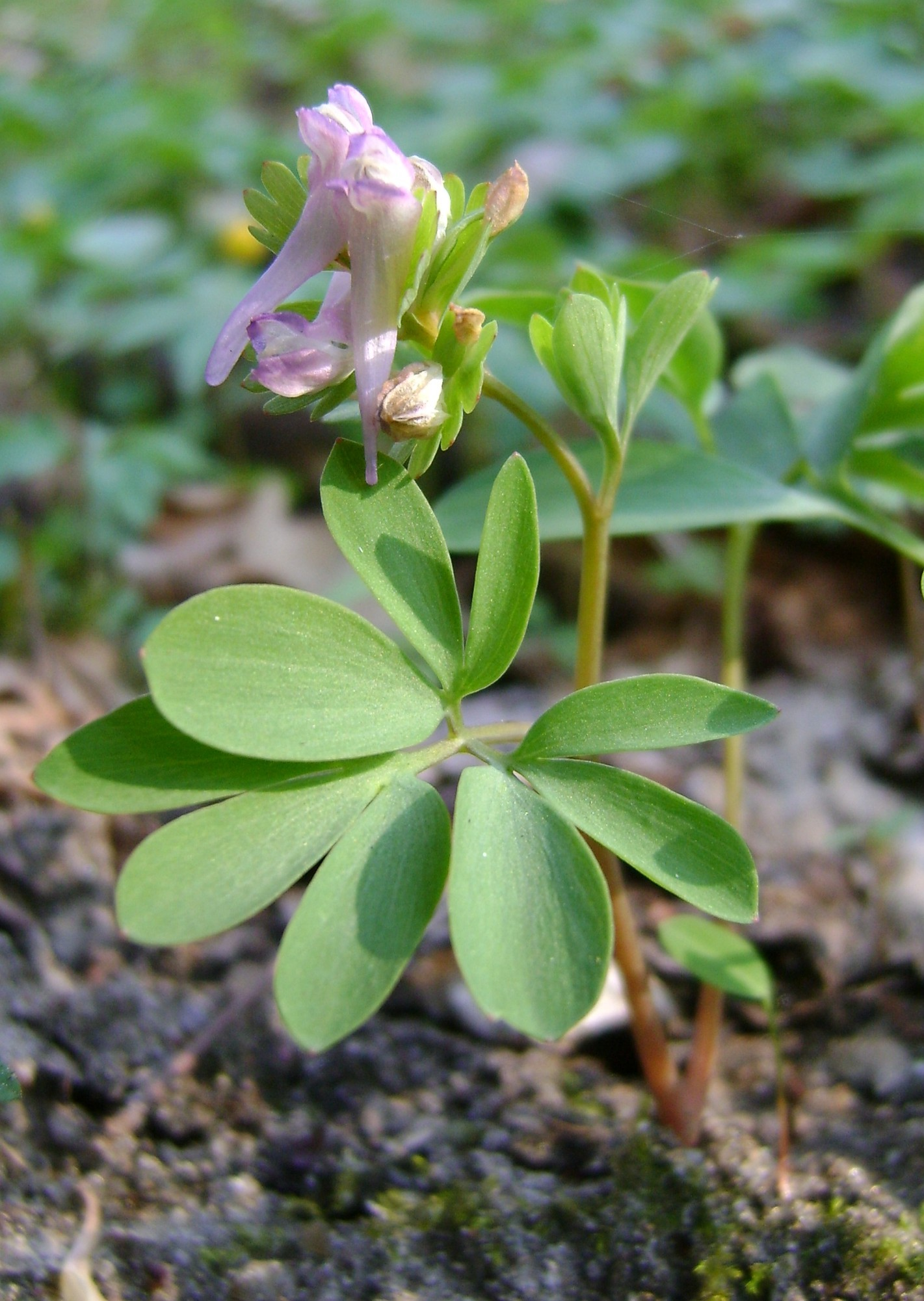
Zwerg-Lerchensporn (Corydalis pumila)

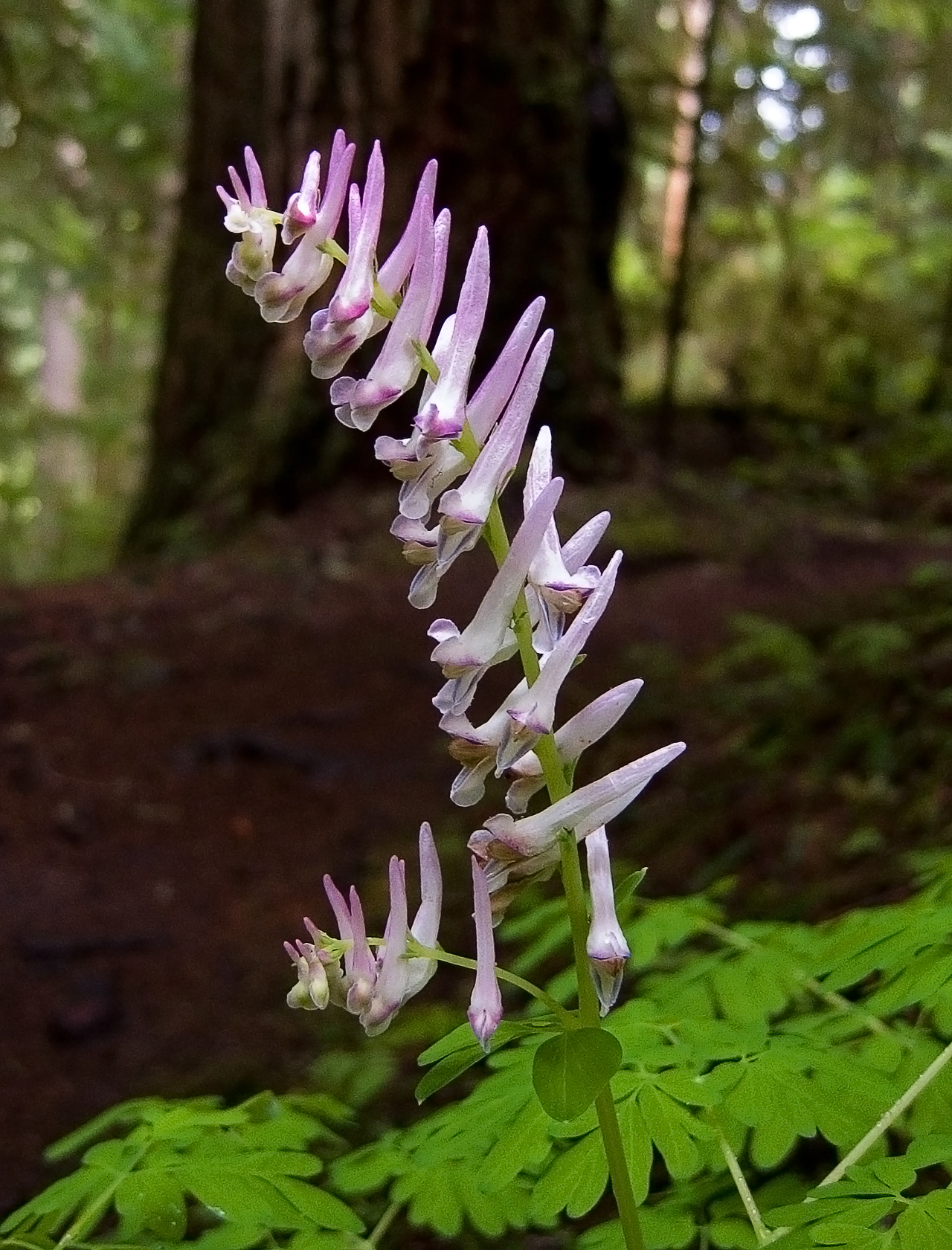
Corydalis scouleri

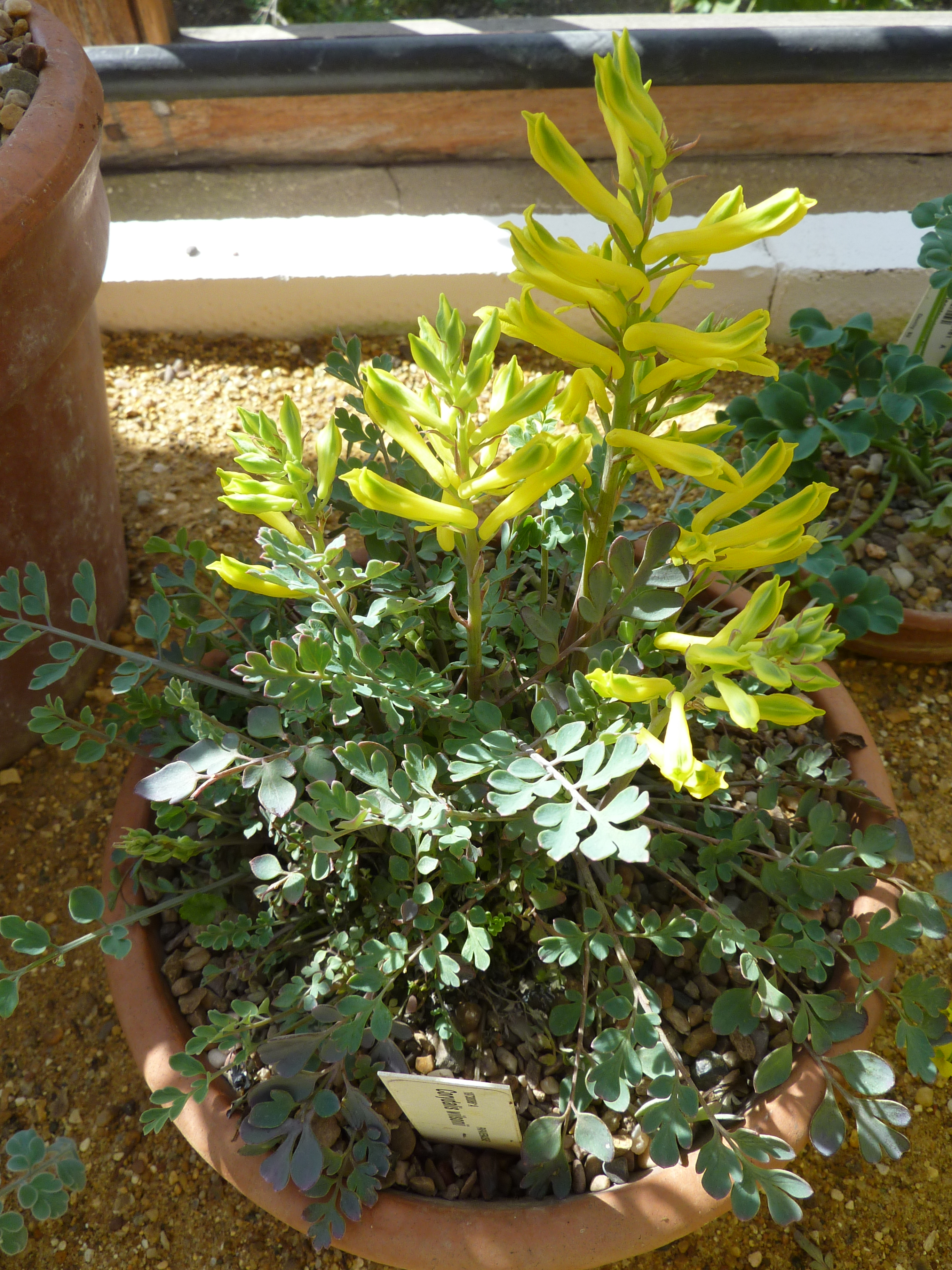
Corydalis wilsonii

## Systematik und Verbreitung
Die Gattung Corydalis wurde 1805 durch Augustin Pyramus de Candolle in: Jean Baptiste Antoine Pierre de Monnet de Lamarck und Augustin Pyramus de Candolle in Flore Française, Troisième Édition 5, S. 637 aufgestellt. Corydalis DC. nom. cons. wurde konserviert gegenüber Corydalis Vent. und Corydalis Medik. Synonyme für Corydalis DC. sind: Borckhausenia G.Gaertn., B.Mey. & Scherb., Bulbocapnos Bernh., Calocapnos Spach, Capnites Dumort., Capnogonium Bernh. ex Endl., Capnoides Mill., Cryptoceras Schott & Kotschy, Cysticorydalis Fedde ex Ikonn. nom. inval., Neckeria Scop., Odoptera Raf., Pistolochia Bernh., Roborowskia Batalin, Sophorocapnos Turcz.
Corydalis ist die artenreichste Gattung der Familie der Papaveraceae.
Corydalis-Arten gedeihen hauptsächlich in den gemäßigten Gebieten der Nordhalbkugel. Nur eine Art kommt im subarktischen Gebiet Russlands bis Nordamerikas vor. Eine Art gedeiht in Gebirgsregionen Ostafrikas. Drei Arten kommen im subtropischen Indochina vor. Für China werden in der Flora of China 357 Arten aufgelistet, 262 von kommen nur dort vor. Es wurden seit 2008 einige Arten erstbeschrieben und so gibt es 2022 etwa 366 Arten. Das Zentrum der Artenvielfalt liegt im südwestlichen China.
Es gibt etwa 300 bis 500 Lerchensporn-Arten (Corydalis), hier eine Auswahl:
- Corydalis acropteryx Fedde: Dieser Endemit gedeiht in Tannenwäldern und an Waldränder in Höhenlagen von selten 2300 bis, meist 3300 bis 3800 Metern in den Kreisen Kangding, Pingwu sowie Songpan im nördlichen sowie westlichen Sichuan.[1]
- Corydalis acuminata Franch.: Sie gedeiht in Höhenlagen von selten 200 bis, meist 1500 bis 3000 Metern in den chinesischen Provinzen Chongqing, nordöstliches Guizhou, westliches Hubei, südliches Shaanxi sowie östliches Sichuan.[1]
- Corydalis adiantifolia Hook. f. & Thomson: Sie kommt in Kaschmir sowie in Pakistan und im westlichen Xinjiang (nur in Wuqia sowie Yecheng) vor.[1][8]
- Corydalis adoxifolia C.Y.Wu: Dieser Endemit gedeiht im Gebüsch und auf Geschiebe an Fließgewässern in Höhenlagen von 2600 bis 2900 Metern nur in Daocheng im südwestlichen Sichuan.[1]
- Corydalis adunca Maxim.: Sie gedeiht in Höhenlagen von 1000 bis 3900 Metern in Tibet, in der Inneren Mongolei und in den chinesischen Provinzen Gansu, Ningxia, Qinghai, Shaanxi, westliches Sichuan sowie nordwestliches Yunnan.[1]
- Corydalis aeaeae X.F.Gao: 2008 wurde sie erstbeschrieben. Sie wurde bisher nur auf alpinen Geröllhalden und steinigen alpinen Matten in Höhenlagen von 3600 bis 4100 Metern im Chaping Shan in Maoxian in Sichuan gefunden.[1]
- Corydalis aeditua Lidén & Z. Y. Su: 2007 wurde sie erstbeschrieben. Sie wurde bisher nur fast senkrechten sehr feuchten Felswänden ober von Fließgewässern in Höhenlagen von 1500 bis 1600 Metern nur im Emei Shan in Sichuan gefunden.[1]
- Aitchison-Lerchensporn (Corydalis aitchisonii Popov, Syn: Corydalis nevskii Popov): Er gedeiht an lehmig-steinigen Berghängen der unteren Bergstufe in Höhenlagen von 650 bis 2800 Metern im östlichen Iran, südlichen Turkmenistan und in Afghanistan.
- Corydalis alaschanica (Maxim.) Peschkova (Syn.: Corydalis pauciflora var. alaschanica Maxim., Corydalis pauciflora var. holanschanica Fedde): Dieser Endemit gedeiht in Felsspalten in Höhenlagen von 1700 bis 3400 Metern nur im Helan Shan in der Inneren Mongolei, in Gansu sowie Ningxia.[1]
- Corydalis alexeenkoana N.Busch: Dieser Endemit kommt nur im westlichen Südkaukasus in Georgien einschließlich der Abchasischen Autonome Sozialistische Sowjetrepublik sowie Adscharien vor.[2]
- Corydalis alpestris C.A.Mey.: Sie ist von Klein- über Zentralasien bis zum Himalaya und indischen Subkontinent.[2][8]
- Corydalis ambigua Cham. & Schltdl.: Dieser Endemit kommt nur im Kamtschatka vor.
- Corydalis ampelos Lidén & Z.Y.Su: 2008 wurde sie erstbeschrieben. Sie wurde bisher nur in ursprünglichen Wäldern über Granitgestein in Höhenlagen von 3000 bis 3500 Metern nur im Gaoligong Shan im westlichen Yunnan gefunden.[1]
- Corydalis amphipogon Lidén: 2008 wurde sie erstbeschrieben. Sie wurde bisher nur auf sandigen Kiesstandorten nahe von Flüssen in laubabwerfenden Wäldern in Höhenlagen von 1300 bis 1400 Metern nur in Wenxian im südlichen Gansu gefunden.[1]
- Corydalis amplisepala Z.Y.Su & Lidén: 2007 wurde sie erstbeschrieben. Sie wurde bisher nur in Höhenlagen von etwa 1800 Metern im nordwestlichen Hubei sowie in Guangyuan im nordöstlichen Sichuan gefunden.[1]
- Corydalis anaginova Lidén & Z.Y.Su: Sie gedeiht an Hängen in Höhenlagen von 4000 bis 5000 Metern nur in Lhasa sowie Reting im zentralen Tibet.[1]
- Corydalis ananke Lidén: 2008 wurde sie erstbeschrieben. Sie wurde bisher nur in Zhongdian in Yunnan gefunden.[1]
- Corydalis anethifolia C.Y.Wu & Z.Y.Su: Dieser Endemit gedeiht in feuchten, humusen Böden in Höhenlagen von 900 bis 1400 Metern nur in Lüeyang in Shaanxi.[1]
- Corydalis angusta Z.Y.Su & Lidén: 2008 wurde sie erstbeschrieben. Sie wurde bisher nur in Mischwäldern in Höhenlagen von etwa 2000 Metern im südwestlichen Sichuan (nur in Ebian sowie im Beimu Shan in Xichang) gefunden.[1]
- Schmalblättriger Lerchensporn (Corydalis angustifolia (M.Bieb.) DC.): Er kommt im Kaukasusraum, in der Türkei[2] und im Iran vor.
- Corydalis anthocrene Lidén & J.Van de Veire: 2008 wurde sie erstbeschrieben. Sie wurde bisher nur in Höhenlagen von etwa 3000 Metern in Shimian im westlichen Sichuan gefunden.[1]
- Corydalis anthriscifolia Franch.: Sie gedeiht an schattigen Standorten an Bächen und in Wäldern in Höhenlagen von 1800 bis 3600 Metern nur im nördlichen sowie westlichen Sichuan.[1]
- Corydalis arcuata M.K.Pathak, Chowlu, B.Saikia & Lidén: Sie wurde 2013 aus dem indischen Bundesstaat Arunachal Pradesh und Tibet erstbeschrieben.[9]
- Corydalis appendiculata Hand.-Mazz.: Diese Art ist veriabel je nach Standort. Sie gedeiht an Kalksteinwänden, im Gebüsch, an Berghängen und niedrig gelegenen alpinen Geröllfeldern in Höhenlagen von 2700 bis 4100 Metern nur im südwestlichen Sichuan sowie nordwestlichen Yunnan.[1]
- Corydalis aquilegioides Z.Y.Su[1]
- Corydalis atuntsuensis W.W.Smith[1]
- Corydalis auricilla Lidén & Z.Y.Su[1]
- Corydalis aurantiaca Ludlow & Stearn: Dieser Endemit kommt nur in Bhutan vor.[8]
- Corydalis auriculata Lidén & Z.Y.Su[1]
- Goldener Lerchensporn (Corydalis aurea Willd.): Er ist von Alaska und Kanada bis zu den USA und Mexiko weitverbreitet.[7]
- Corydalis balansae Prain (Syn.: Corydalis cavaleriei H.Lév. & Vaniot, Corydalis ecalcarata (Z.Y.Su) Y.H.Zhang, Corydalis formosana Hayata, Corydalis lofouensis H.Lév., Corydalis omphalocarpa Hayata, Corydalis orthocarpa Hayata, Corydalis pseudotomentella Fedde, Corydalis racemosa var. ecalcarata Z.Y.Su, Corydalis taitoensis Hayata, Corydalis tashiroi Makino)
- Corydalis balsamiflora Prain (Syn.: Corydalis flexuosa subsp. balsamiflora (Prain) C.Y.Wu)[1]
- Corydalis barbisepala Hand.-Mazz. & Fedde[1]
- Corydalis benecincta W.W.Sm.[1]
- Corydalis bibracteolata Z.Y.Su[1]
- Corydalis biflora Lidén, M.K.Pathak, Chowlu & B.Saikia: Sie wurde 2013 aus Sikkim erstbeschrieben.[9]
- Corydalis bijiangensis C.Y.Wu & H.Chuang[1]
- Corydalis bimaculata C.Y.Wu & Z.Y.Su[1]
- Corydalis blanda Schott:[2] Je nach Autor gibt mehrere Unterarten:
  - Corydalis blanda Schott subsp. blanda: Sie kommt im ehemaligen Jugoslawien und in Griechenland vor.
  - Corydalis blanda subsp. olympica Lidén: Sie kommt in Griechenland vor.
  - Corydalis blanda subsp. oxelmanii Lidén: Sie kommt in Griechenland vor.
  - Corydalis blanda subsp. parnassica (Orph. & Heldr. ex Boiss.) Lidén (Syn.: Corydalis parnassica Boiss.): Sie kommt in Griechenland vor.
- Corydalis borii C.E.C.Fisch.[1]
- Corydalis brachyceras Lidén & Van De Veire[1]
- Fingerblatt-Lerchensporn (Corydalis bracteata (Steph. ex Willd.) Pers.):[2] Er ist im Altai, Kusnezker Alatau, Sajangebirge, Baikalseegebiet in Sibirien verbreitet und ist beispielsweise bei St. Petersburg ein Neophyt.
- Corydalis brevipedicellata Lidén: Sie kommt in der Türkei vor.
- Corydalis brevipedunculata (Z.Y.Su) Z.Y.Su & Lidén: Sie gedeiht in Höhenlagen von 1000 bis 2200 Metern im südöstlichen Gansu (nur Wenxian sowie Wudu) und Sichuan (nur Maoxian sowie Nanping).[1]
- Corydalis brevirostrata C.Y.Wu & T.Y.Shu: Es gibt zwei Untgerarten.[1]
- Corydalis brunneovaginata Fedde[1]
- Corydalis bulbifera C.Y.Wu[1]
- Corydalis bulbilligera C.Y.Wu[1]
- Corydalis bulleyana Diels: Es gibt zwei Untgerarten.[1]
- Corydalis bungeana Turcz.[1]
- Corydalis buschii Nakai: Sie kommt in Korea, im russischen Wladiwostok und im südöstlichen Jilin nur in Linjiang vor.[1]
- Corydalis calcicola W.W.Smith (Syn.: Corydalis hannae Kanitz, Corydalis souliei Franch., Corydalis wardii W.W.Smith): Sie gedeiht in Höhenlagen von 2900 bis 4800 Metern in den chinesischen Provinzen südwestliches bis westliches Sichuan sowie nordwestliches Yunnan.[1]
- Corydalis calliantha D.G.Long: Dieser Endemit kommt nur in Bhutan vor.[8]
- Corydalis calycosa H.Chuang (Syn.: Corydalis flexuosa subsp. gemmipara (X.Zhuang) C.Y.Wu, Corydalis flexuosa subsp. kuanhsiensis C.Y.Wu, Corydalis flexuosa subsp. pinnatibracteata (C.Y.Wu & H.Chuang) C.Y.Wu)[8]
- Corydalis campulicarpa Hayata[8]
- Corydalis capitata X.F.Gao: 2008 erfolgte die Erstbeschreibung.[8]
- Armblütiger Lerchensporn oder Weißer Lerchensporn (Corydalis capnoides (L.) Pers., Syn.: Capnoides gebleri (Ledeb.) Kuntze, Capnoides uralensis (Fisch. ex DC.) Kuntze, Corydalis gebleri Ledeb., Corydalis uralensis Fisch. ex DC.): Er ist von Mittel- bis Südosteuropa[2] und Kasachstan, Russland, in der Mongolei und in Xinjiang nur im Altay sowie Tianshan verbreitet.[8]
- Corydalis caput-medusae Z.Y.Su & Lidén[1]
- Corydalis carinata Lidén & Z.Y.Su: 2008 erfolgte die Erstbeschreibung.[1]
- Corydalis caseana A.Gray: Sie ist in den US-Bundesstaaten nördliches Kalifornien, New Mexico, Utah, Idaho, Colorado und östliches Oregon verbreitet.[7]
- Blauer Himalaja-Lerchensporn oder Kaschmir-Lerchensporn (Corydalis cashmeriana Royle): Es gibt seit 2008 zwei Unterarten:
  - Corydalis cashmeriana subsp. longicalcarata (D.G.Long) Lidén (Syn.: Corydalis ecristata subsp. longicalcarata (D.G.Long) C.Y.Wu, Corydalis ecristata var. longicalcarata D.G.Long): 2008 erfolgte die Neukombination.[1]
  - Corydalis cashmeriana Royle subsp. cashmeriana: Sie gedeiht in Höhenlagen von 2700 bis 5400 Metern in Kaschmir, Himalaja (Bhutan sowie Nepal) und im südöstlichen Tibet.[1][8]
- Corydalis casimiriana Duthie & Prain: Es gibt etwa zwei Unterarten.
- Corydalis cataractarum Lidén: 2008 erfolgte die Erstbeschreibung.[1]
- Coradalis caucasica DC.: Sie kommt in der Türkei und im Südkaukasus in Georgien einschließlich der Abchasischen Autonome Sozialistische Sowjetrepublik sowie Adscharien vor.[2]
- Corydalis caudata (Lam.) Pers.[1]
- Hohler Lerchensporn[10] (Corydalis cava (L.) Schweigg. & Körte, Syn: Corydalis tuberosa DC., Fumaria bulbosa var. cava L.):[2] Es gibt mehrere Unterarten:
  - Corydalis cava subsp. blanda (Schott) Nyman: Sie kommt in Griechenland und im früheren Jugoslawien vor. Sie wird von manchen Autoren auch als eigene Art angesehen: Corydalis blanda Schott.
  - Corydalis cava (L.) Schweigg. & Körte subsp. cava
  - Corydalis cava subsp. marschalliana (Pallas) Chater: Sie kommt in Südosteuropa und in Kleinasien vor.
- Corydalis cavei D.G.Long (Syn.: Corydalis papillipes C.Y.Wu)[1]
- Corydalis chaerophylla DC.: Sie kommt in Indien, Nepal und Bhutan vor.[7][8]
- Corydalis chamdoensis C.Y.Wu & H.Chuang (Syn.: Corydalis tenuicalcarata C.Y.Wu & Z.Y.Su)[1]
- Corydalis changbaishanensis M.L.Zhang & Y.W.Wang: 2003 erfolgte die Erstbeschreibung.[1]
- Corydalis changuensis D.G.Long[1]
- Farnblättriger Lerchensporn (Corydalis cheilanthifolia Hemsl., Corydalis daucifolia H.Lév. & Vaniot): Er gedeiht an schattigen Hängen und in Felsspalten in Höhenlagen von 800 bis 1700 Metern in den chinesischen Provinzen Chongqing, Gansu (nur Wenxian), zentralen Guizhou (Anshun, Guiyang, Xingren), westlichen Hubei, östlichen Sichuan sowie östlichen Yunnan.[1]
- Corydalis cheilosticta Z.Y.Su & Lidén: Es wurden 2007 zwei Unterarten erstbeschrieben.[1]
- Corydalis cheirifolia Franch.[1]
- Corydalis chingii Fedde (Syn.: Corydalis chingii var. shansiensis W.T.Wang ex C.Y.Wu & Z.Y.Su, Corydalis kansuana Fedde)[1]
- Corydalis chrysosphaera Marquand & Airy Shaw: Sie gedeiht in Flusssanden in Höhenlagen von selten 3000 bis meist 3800 bis 5500 Metern in Tibet.[1]
- Corydalis clavibracteata Ludlow & Stearn: Dieser Endemit kommt nur in Nepal vor.[8]
- Corydalis conorhiza Ledeb.[2], Heimat: Türkei, Kaukasusraum
- Corydalis conspersa Maxim. (Syn.: Corydalis zambuii C.E.C.Fisch. & Kaul)[1]
- Corydalis cornuta Royle (Corydalis debilis Edgew., Corydalis stewartii Fedde, Corydalis thalictrifolia Jameson ex Regel): Sie ist im tropischen Afrika (Kenia, Tansania), Afghanistan, Pakistan, Indien (Kumaon), Kaschmir, Nepal und im südlichen Tibet (Gyirong, Yadong) weitverbreitet.[1][7]
- Corydalis corymbosa C.Y.Wu & Z.Y.Su[1]
- Corydalis crispa Prain: Es gibt zwei Unterarten.[1]
- Corydalis crista-galli Maxim.[1]
- Corydalis cryptogama Z.Y.Su & Lidén: 2007 erfolgte die Erstbeschreibung.[1]
- Corydalis curviflora Maxim.: Es gibt zwei Unterarten.[1]
- Corydalis curvisiliqua (A.Gray) A.Gray: Die zwei Unterarten kommen in den US-Bundesstaaten Texas, Illinois, Iowa, Kansas und Oklahoma vor.[7]
- Corydalis cytisiflora (Fedde) Lidén ex C.Y.Wu,H.Chuang & Z.Y.Su: Es gibt vier Unterarten.[1]
- Corydalis dajingensis C.Y.Wu & T.Y.Shu (Syn.: Corydalis geocarpa H.Sm. ex Lidén, Corydalis tuberipisiformis Z.Y.Su)[1]
- Corydalis darwasica Regel ex Prain: Sie kommt in Zentralasien vor.[11]
- Corydalis dasyptera Maxim.[1]
- Corydalis davidii Franch. (Syn.: Corydalis pseudoclematis Fedde)[1]
- Corydalis dautica Mikhailova: Sie wurde 2012 aus dem Nordkaukasus erstbeschrieben.[2]
- Corydalis decumbens (Thunb.) Pers. (Syn.: Corydalis amabilis Migo, Corydalis edulioides Fedde, Corydalis gracilipes S.Moore, Corydalis kelungensis Hayata): Sie ist Japan, Taiwan und in den chinesischen Provinzen Anhui, Fujian, Hubei, Hunan, Jiangsu, Jiangxi, Shanxi sowie Zhejiang verbreitet.[1]
- Corydalis degensis C.Y.Wu & H.Chuang[1]
- Corydalis delavayi Franch.[1]
- Corydalis delicatula D.G.Long[1]
- Corydalis densiflora C.Presl: Sie kommt im Mittelmeerraum in Algerien, im südwestlichen Italien, Sizilien, Malta und Albanien vor.[2]
- Corydalis diphylla Wall.: Sie kommt in Indien, Nepal und im nördlichen Pakistan vor.[7]
- Corydalis elata Bureau & Franch.: Sie gedeiht in Höhenlagen von 2900 bis 4000 Metern nur im westlichen Sichuan.[1]
- Corydalis emanueli C.A.Mey: Sie kommt im Kaukasusraum vor.[2]
- Corydalis erdelii Zucc.: Sie kommt in Vorderasien vor.[2]
- Corydalis flavula (Raf.) DC.: Die Heimat sind die USA und Ontario in Kanada.[7]
- Sichuan-Lerchensporn (Corydalis flexuosa Franch.): Die zwei Unterarten gedeihen in Wäldern, Lichtungen, an Grashängen, Flussufern und an feuchten Felsen in Höhenlagen von 1300 bis 2700 Metern nur im zentralen Teil der chinesischen Provinz Sichuan.[1]
- Corydalis fumariifolia Maxim., Heimat: Ostasien
- Corydalis glaucescens Regel, Heimat: Zentralasien
- Corydalis gortschakovii Schrenk: Die etwa zwei Varietäten kommen in Zentralasien vor.[11]
- Corydalis gotlandica Lidén: Dieser Endemit kommt nur auf den schwedischen Inseln südwestliches Gotland und Stora Karlsö vor.[2]
- Corydalis gracilis Ledeb.: Sie kommt im westlichen Sibirien vor.
- Corydalis haussknechtii Lidén[2], Heimat: Türkei, Irak
- Corydalis henrikii Lidén[2], Heimat: Türkei
- Corydalis heterocarpa Siebold & Zucc.: Sie kommt in Japan und in den chinesischen Provinzen Shandong sowie im nordwestlichen Zhejiang (nur in Putuo) vor.[1]
- Corydalis incisa (Thunb.) Pers.: Sie ist in Japan, Korea, Taiwan und China verbreitet.[1]
- Corydalis integra W.Barbey & Major (Syn: Corydalis wettsteinii Adamović): Sie kommt auf Inseln in der Ägäis, in Kleinasien, in Griechenland und in Bulgarien vor.[2]
- Mittlerer Lerchensporn (Corydalis intermedia (L.) Mérat): Sie ist in Europa verbreitet.[2]
- Corydalis kusnetzovii Khokhr.: Sie kommt im Kaukasusraum vor.[2]
- Corydalis ledebouriana Kar. & Kir.: Sie kommt in Zentralasien[11] und in Afghanistan vor.
- Corydalis lineariloba Siebold & Zucc., kommt in Japan vor
- Corydalis linstowiana Fedde: Sie gedeiht in Höhenlagen von 1300 bis 3400 Metern nur im westlichen Sichuan.[1]
- Corydalis lydica Lidén: Sie kommt im asiatischen Teil der Türkei vor.[2]
- Corydalis malkensis Galushko: Sie kommt nur im Nordkaukasus vor.[2]
- Corydalis meyori Lidén, R.Mili & B.Saikia: Sie wurde 2013 aus dem Distrikt Anjaw im nordöstlichsten Teil des indischen Bundesstaates Arunachal Pradesh erstbeschrieben.[12]
- Corydalis micrantha (Engelm. ex A.Gray) A.Gray: Die Heimat sind die USA und das nördliche Chihuahua.[7]
- Corydalis microflora (C.Y.Wu & H.Chuang) Z.Y.Su & Lidén (Syn.: Corydalis flexuosa var. microflora C.Y.Wu & H.Chuang, Corydalis flexuosa subsp. microflora (C.Y.Wu & H.Chuang) C.Y.Wu, Corydalis lidenii Z.Y.Su): Dieser Endemit ist selten und gedeiht an Waldrändern, lichten Wäldern oder an Fließgewässern in Tälern in Höhenlagen von 2000 bis 2500 Metern nur in den Kreisen Shimian, Luding sowie Ganluo in Sichuan.[4]
- Corydalis mira (Batalin) C.Y.Wu & H.Chuang: Sie kommt im nördlichen Kaschmir vor und gedeiht im westlichen Xinjiang in Höhenlagen von 2600 bis 3400 Metern.[1]
- Corydalis moorcroftiana Wall. ex Hook. f. & Thomson: Sie kommt im westlichen Tibet in Höhenlagen von 4000 bis 5400 Metern vor und in Indien sowie Kaschmir.[1]
- Corydalis nariniana Fed.: Sie kommt in Armenien und im asiatischen Teil der Türkei vor.[2]
- Edler Lerchensporn (Corydalis nobilis (L.) Pers.):[2] Heimat: Zentralasien, in Skandinavien vielfach ein Neophyt.
- Corydalis nudicaulis Regel, Heimat: Zentralasien
- Corydalis ochotensis Turcz.[2], Heimat: Ostsibirien, Nordchina, Mandschurei, Korea, Japan
- Corydalis ophiocarpa Hook. f. & Thomson,[2]: Sie ist in Indien, Bhutan, China, Taiwan und Japan verbreitet.[1]
- Corydalis oppositifolia DC.:[2] Die zwei Unterarten sind in Kleinasien verbreitet.
- Corydalis paczoskii N.Busch: Sie kommt in Moldawien, in der südlichen Ukraine und auf der Krim vor.[2]
- Corydalis paschei Lidén[2]: Sie kommt nur in der Südwesttürkei vor.
- Popow-Lerchensporn (Corydalis popovii Nevski ex Popov): Sie gedeiht in Höhenlagen von 900 bis 1900 Metern im westlichen Tadschikistan.
- Corydalis portenieri Mikhailova: Sie wurde 2012 aus dem Nordkaukasus erstbeschrieben.[2]
- Corydalis pterygopetala Hand.-Mazz: Seit 2013 gibt es etwa sechs Subtaxa:[1][12]
  - Corydalis pterygopetala var. divaricata Z.Y.Su & Lidén: Sie wurde 2008 erstbeschrieben. Sie gedeiht in Höhenlagen von 2100 bis 2500 Metern im nordöstlichen Myanmar und im Gaoligong Shan im westlichen Yunnan.[1]
  - Corydalis pterygopetala var. ecristata H.Chuang: Sie gedeiht in Höhenlagen von 1800 bis 3100 Metern nur im südwestlichen Yunnan.[1]
  - Corydalis pterygopetala subsp. macrocarpa Lidén, R.Mili & B.Saikia: Sie wurde 2013 aus dem Distrikt Anjaw im nordöstlichsten Teil des indischen Bundesstaates Arunachal Pradesh erstbeschrieben.[12]
  - Corydalis pterygopetala var. megalantha (Diels) Lidén & Z.Y.Su: 2008 wurde sie erstbeschrieben. Sie wurde bisher in Höhenlagen meist 2700 bis 3400 (1800 bis 4000) Metern nur in Gongshan sowie Weixi im westlichen Yunnan gefunden.[1]
  - Corydalis pterygopetala var. parviflora Lidén: Sie wurde 2008 aus dem Gaoligong Shan im westlichen Yunnan erstbeschrieben.[1]
  - Corydalis pterygopetala Hand.-Mazz var. pterygopetala: Sie kommt im nördlichen Myanmar, in Zayü im südöstlichen Tibet sowie im westlichen Yunnan vor.[1]
- Zwerg-Lerchensporn (Corydalis pumila (Host) Rchb.): Sie ist in Europa verbreitet.[2]
- Corydalis repens Mandl & Muehld.: Sie ist in Russlands Fernem Osten, Korea und in den chinesischen Provinzen Heilongjiang, Jilin sowie Liaoning verbreitet.[7]
- Corydalis rutifolia (Sm.) DC.: Sie kommt nur auf Zypern vor und ist auf einigen griechischen Inseln ein Neophyt.[2]
- Wiesenrauten-Lerchensporn (Corydalis saxicola Bunting, Syn: Corydalis thalictrifolia Franch.): Er gedeiht in Höhenlagen von 600 bis 3900 Metern in China.[1]
- Karatau-Lerchensporn (Corydalis schanginii (Pall.) B.Fedtsch.): Die etwa zwei Unterarten kommen in Westsibirien, Zentralasien,[11] in der Mongolei und in China vor.
- Corydalis scouleri Hook.: Sie kommt im westlichen Nordamerika in British Columbia, Washington und Oregon vor.[7]
- Corydalis seisumsiana Ledeb.: Sie kommt nur in Aserbaidschan einschließlich Nakhchivan vor.[2]
- Corydalis semenowii Regel & Herder: Sie kommt in Zentralasien vor.[11]
- Sewerzow-Lerchensporn (Corydalis sewerzowii Regel): Er kommt in Zentralasien im westlichen Tienshan und im Pamir- sowie Alaigebirge vor.[11]
- Corydalis shimienensis C.Y.Wu & Z.Y.Su: Sie kommt nur im westlichen Sichuan in Höhenlagen von 1000 bis 2800 Metern vor.[1]
- Corydalis smithiana Fedde: Sie gedeiht in Höhenlagen von 2000 bis 3600 Metern in den chinesischen Provinzen Yunnan sowie Sichuan.[1]
- Gefingerter Lerchensporn (Corydalis solida (L.) Clairv.,[2] Syn: Corydalis bulbosa (L.) DC., Fumaria bulbosa L., Fumaria bulbosa var. solida L.), auch Fest(knollig)er Lerchensporn genannt, mit mindestens fünf Unterarten:
  - subsp. densiflora (C.Presl) Hayek: Sie kommt in Italien und Sizilien vor.
  - subsp. incisa Lidén: Sie gedeiht in den Gebirgen der Balkanhalbinsel.
  - subsp. oligantha (Trinajstic) Greuter & Burdet: Dieser Endemit kommt nur in Kroatien vor.
  - subsp. solida (incl. subsp. slivenensis (Velen.) Hayek, die nur in Bulgarien und im früheren Jugoslawien vorkommt)
  - subsp. subremota Popov ex Lidén & Zetterlund, kommt in Sibirien (Krasnojarsk) vor.
- Corydalis stenophylla B.Saikia, Chowlu, M.K.Pathak & Lidén: Sie wurde 2013 aus Arunachal Pradesh und Sikkim erstbeschrieben.[9]
- Corydalis tarkiensis Prokh.: Sie kommt nur im Nordkaukasus vor.[2]
- Corydalis tauricola (Cullen & P.H. Davis) Lidén: Sie wurde 1989 aus der südlichen Türkei erstbeschrieben.[2]
- Corydalis ternata (Nakai) Nakai: Sie kommt in Korea und in den chinesischen Provinzen Jilin sowie Liaoning vor.[7]
- Corydalis thasia (Stoj. & Kitan.) Stoj. & Kitan. (Syn.: Corydalis tenella var. thasia Stoj. & Kitan., Corydalis solida subsp. longicarpa Lidén): Sie kommt in Griechenland vor.[2]
- Corydalis tomentella Franch.: Sie gedeiht in Höhenlagen von 700 bis 1000 Metern in China.[1]
- Corydalis triternata Zucc.,[2] Heimat: Vorderasien
- Corydalis turtschaninovii Besser (Syn: Corydalis remota Fisch. ex Maxim.): Heimat: Russland
- Corydalis uniflora (Sieber) Nyman (Syn.: Corydalis rutifolia subsp. uniflora (Sieber) Cullen & P.H.Davis): Dieser Endemit kommt nur auf Kreta sowie Karpathos vor.[2]
- Corydalis vittae Kolak.: Dieser Endemit kommt nur im westlichen Südkaukasus in Georgien einschließlich der Abchasischen Autonome Sozialistische Sowjetrepublik sowie Adscharien vor.[2]
- Corydalis wendelboi Lidén: Die zwei Unterarten kommen im asiatischen Teil der Türkei vor.[2]
- Wilson-Lerchensporn (Corydalis wilsonii N.E.Br.): Er gedeiht in Höhenlagen von etwa 1500 Metern in Zentralchina.
- Corydalis yanhusuo (Y.H.Chou & Chun C.Hsu) W.T.Wang: Sie ist in den chinesischen Provinzen Anhui, Henan (nur in Tanghe, Xinyang), Hubei, Hunan, Jiangsu sowie Zhejiang verbreitet und wird auch in Beijing, Gansu, Shaanxi, Sichuan sowie Yunnan kultiviert.[1]
- Corydalis zetterlundii Lidén: Dieser Endemit kommt nur in Nordmazedonien vor.[2]
- Corydalis zhongdianensis Z.Y.Su & Lidén: Sie gedeiht in Höhenlagen von 3100 bis 3700 Metern im südlichen Sichuan (nur in Yanyuan) sowie im nordwestlichen Yunnan.[1]

Hybriden:
- Corydalis ×campylochila Teyber ist eine Hybride aus Corydalis cava × Corydalis solida

Früher zur Gattung Corydalis, aber von manchen Autoren zu anderen Gattungen gestellt werden beispielsweise:
- Rankender Lerchensporn (Corydalis claviculata L.) => Ceratocapnos claviculata (L.) Lidén
- Corydalis canadensis Goldie  => Dicentra canadensis (Goldie) Walp.
- Gelber Lerchensporn (Corydalis lutea (L.) DC.)  => Gelber Scheinerdrauch (Pseudofumaria lutea (L.) Borkh.)
- Corydalis glauca Pursh und Corydalis sempervirens (L.) Pers. => Immergrüner Lerchensporn (Capnoides sempervirens (L.) Borkh.)
- Blassgelber Lerchensporn (Corydalis ochroleuca W.D.J.Koch) => Blassgelber Scheinerdrauch (Pseudofumaria alba (Mill.) Lidén)

## Einzelreferenzen
1. 1 2 3 4 5 6 7 8 9 10 11 12 13 14 15 16 17 18 19 20 21 22 23 24 25 26 27 28 29 30 31 32 33 34 35 36 37 38 39 40 41 42 43 44 45 46 47 48 49 50 51 52 53 54 55 56 57 58 59 60 61 62 63 64 65 66 67 68 69 70 71 72 73 74 75 76 77 78 79 80 81 82 83 84 85 86 87 88 89 90 91 92 93 94  
Mingli Zhang, Zhiyun Su, Magnus Lidén: In: Wu Zheng-yi, Peter H. Raven, Deyuan Hong (Hrsg.): Flora of China. Volume 7: Menispermaceae through Capparaceae. Science Press und Missouri Botanical Garden Press, Beijing und St. Louis, 2008, ISBN 978-1-930723-81-8. Corydalis Candolle in Lamarck & Candolle., S. 295 - textgleich online wie gedrucktes Werk.
2. 1 2 3 4 5 6 7 8 9 10 11 12 13 14 15 16 17 18 19 20 21 22 23 24 25 26 27 28 29 30 31 32 33 34 35 36 37 38 39 40 41 42 43  
Magnus Lidén (2011+): Fumarioideae (excl. Hypecoum). Datenblatt Corydalis. In: Euro+Med Plantbase - the information resource for Euro-Mediterranean plant diversity.
3. 1 2  
Xu Xiaodong, Wang Dong: Comparative Chloroplast Genomics of Corydalis Species (Papaveraceae): Evolutionary Perspectives on Their Unusual Large Scale Rearrangements. In: Frontiers in Plant Science, Volume 11, Januar 2021. doi:10.3389/fpls.2020.600354
4. 1 2 3 4  
Jun-Tong Chen, Tian-Hui Kuang, Xian-Han Huang, Xin-Jian Zhang, Hang Sun, Tao Deng: Taxonomic identity of Corydalis lidenii (Papaveraceae). In: PhytoKeys, Volume 190, Februar 2022, S. 35–45.doi:10.3897/phytokeys.190.80724
5. ↑  
Magnus Lidén: Fumariaceae. In: K. Kubitzki, J. G. Rohwer, V. Bittrich (Hrsg.): Flowering Plants · Dicotyledons. The Families and Genera of Vascular Plants. Volume 2, Springer, Berlin/Heidelberg 1993.
6. 1 2  
Corydalis bei Tropicos.org. Missouri Botanical Garden, St. Louis, abgerufen am 23. März 2022.
7. 1 2 3 4 5 6 7 8 9 10 11 12 13  
Corydalis im Germplasm Resources Information Network (GRIN), USDA, ARS, National Genetic Resources Program. National Germplasm Resources Laboratory, Beltsville, Maryland.
8. 1 2 3 4 5 6 7 8 9 10 11  
Subir Ranjan Kundu: A Compendium of Papaveraceae s.l. In Indian Subcontinent: Its Distribution and Endemism. In: International Journal of Botany, Volume 4, 2008, S. 249–259. doi:10.3923/ijb.2008.249.259
9. 1 2 3  
M. K. Pathak, Krishna Chowlu, B. Saikia, Magnus Lidén: Fumariaceae in North East India: New Species and Records in Corydalis and Dactylicapnos. In: Nelumbo, Volume 55, 2013, S. 31–50. PDF.
10. ↑  
Walter Erhardt, Erich Götz, Nils Bödeker, Siegmund Seybold: Der große Zander. Enzyklopädie der Pflanzennamen. Band 2: Arten und Sorten. Eugen Ulmer, Stuttgart (Hohenheim) 2008, ISBN 978-3-8001-5406-7.
11. 1 2 3 4 5 6  
Datenblatt Corydalis bei Flora of Tien Shan.
12. 1 2 3  
Magnus Lidén, Rajiv Mili, Bhaskar Saikia: New taxa of Corydalis (Papaveraceae, Fumarioidae) from Anjaw District, NE India. In: Ann. Bot. Fennici, Volume 50, S. 172–174. Volltext-PDF.